# Kostel svatého Štěpána (Kvilda)

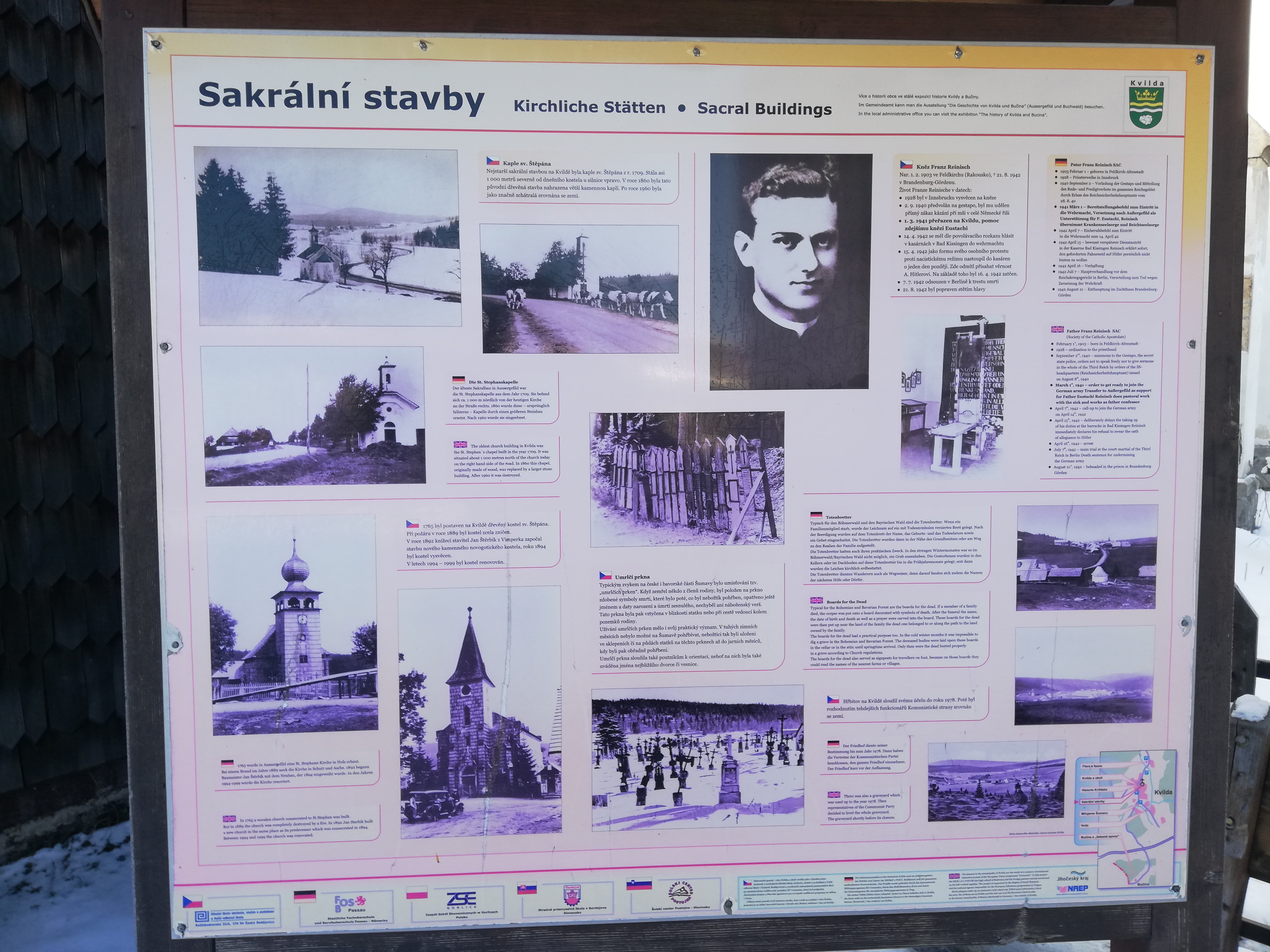
Informační tabule „Sakrální stavby“ u kostela svatého Štěpána ve Kvildě (2020)

Kostel svatého Štěpána se nachází v centru obce Kvilda, v nadmořské výšce 1065 m a jedná se tak o nejvýše položený kostel v Česku. Byl farním kostelem kvildské farnosti, po jejím zrušení se stal filiálním kostelem farnosti Vimperk.

## Dějiny kostela
Na místě současného kostela původně stával dřevěný jednolodní kostel z roku 1765, zasvěcený sv. Štěpánovi, který byl postaven na náklady Arnošta Viléma Malovce, majitele zdíkovského panství.
Součástí stavby kostela byla hranolová věž s cibulovitou bání. Tento kostel byl zničen při požáru, který v roce 1889 zachvátil obec.
V roce 1892 byla na místě původního kostela zahájena výstavba kamenného kostela Janem Štěrbíkem. Prostředky na výstavbu poskytl kníže František Thun von Hohenstein. Stavba kostela z období let 1892 až 1893 byla v roce 1894 završena jeho vysvěcením (biskupem ThDr. Martinem Říhou). V letech 1994 až 1999 byl kostel renovován, včetně zvonu, varhan a to za finanční podpory bývalých německých a současných obyvatel obce.

## Hřbitov
Již u původního kostela byl založen hřbitov. Až do konce války zde byli pohřbíváni hlavně německy mluvící obyvatelé Kvildy. Za hřbitovem stávala márnice. V roce 1978 byl kvildský hřbitov nešetrně zlikvidován armádou. Náhrobky byly poničeny a odvezeny, kovové a litinové kříže skončily ve sběrných surovinách.

Na jaře roku 2004 byly náhrobky symbolicky vráceny na kvildský hřbitov. V roce 2008 zde vzniklo pietní místo a byl zde instalován pomník. Již několik let usilují obyvatelé Kvildy o obnovení hřbitova.

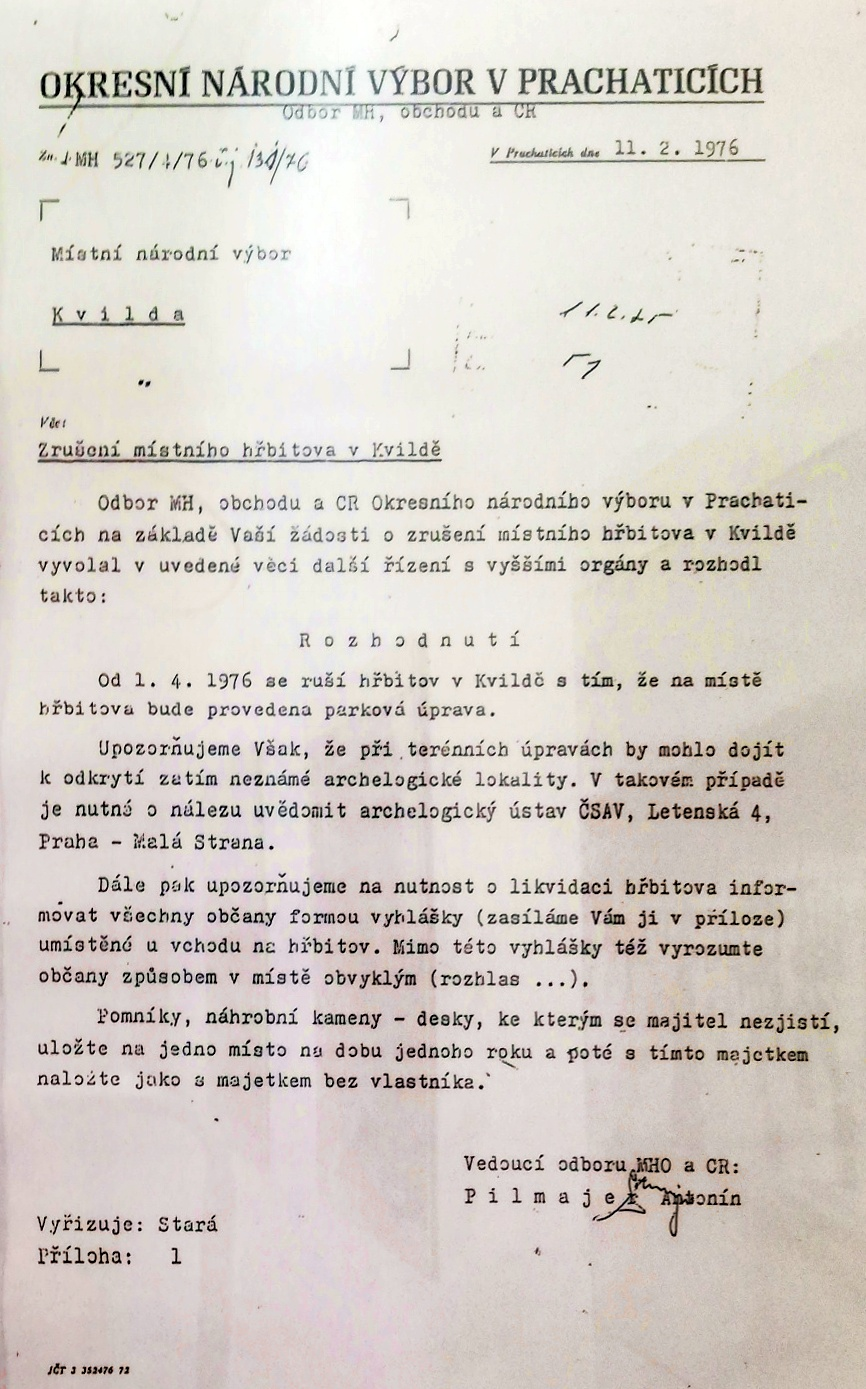
Rozhodnutí o zrušení hřbitova ve Kvildě v roce 1976
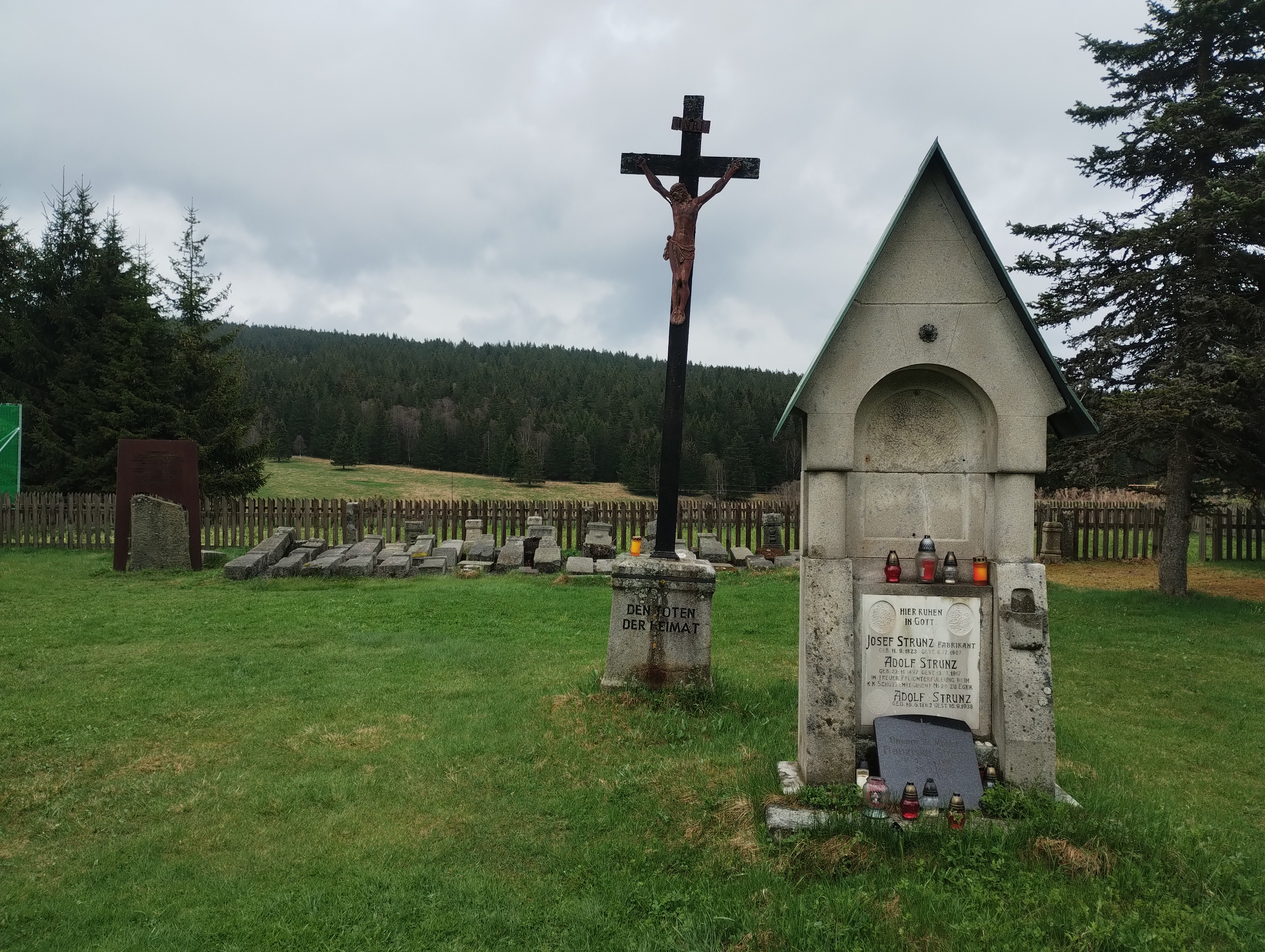
Pohled na hřbitov, v popředí hrob šumavského podnikatele Josefa Strunze (1823-1907), někdejšího majitele Strunzovy pily
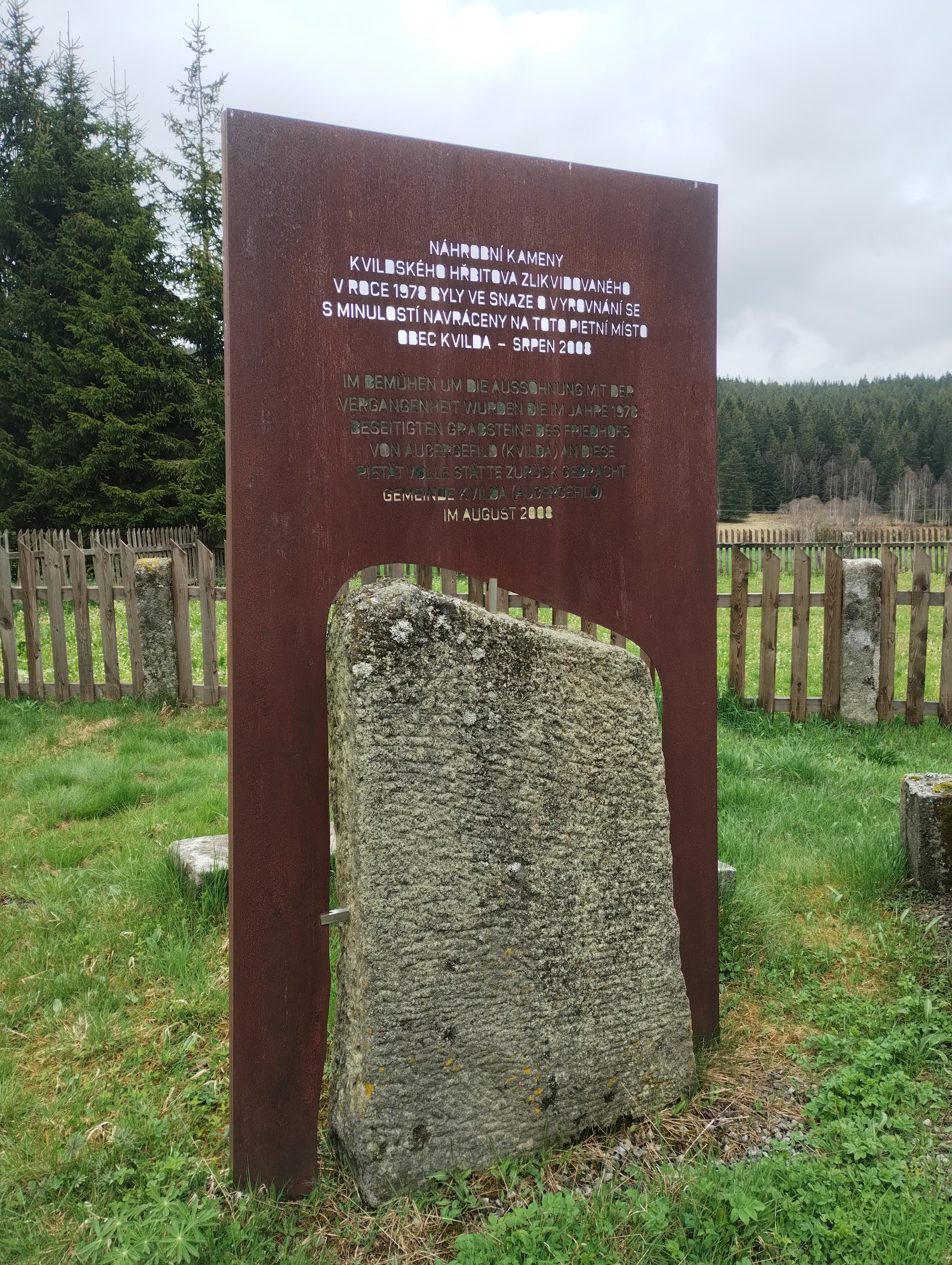
Pomník instalovaný na hřbitov v roce 2008
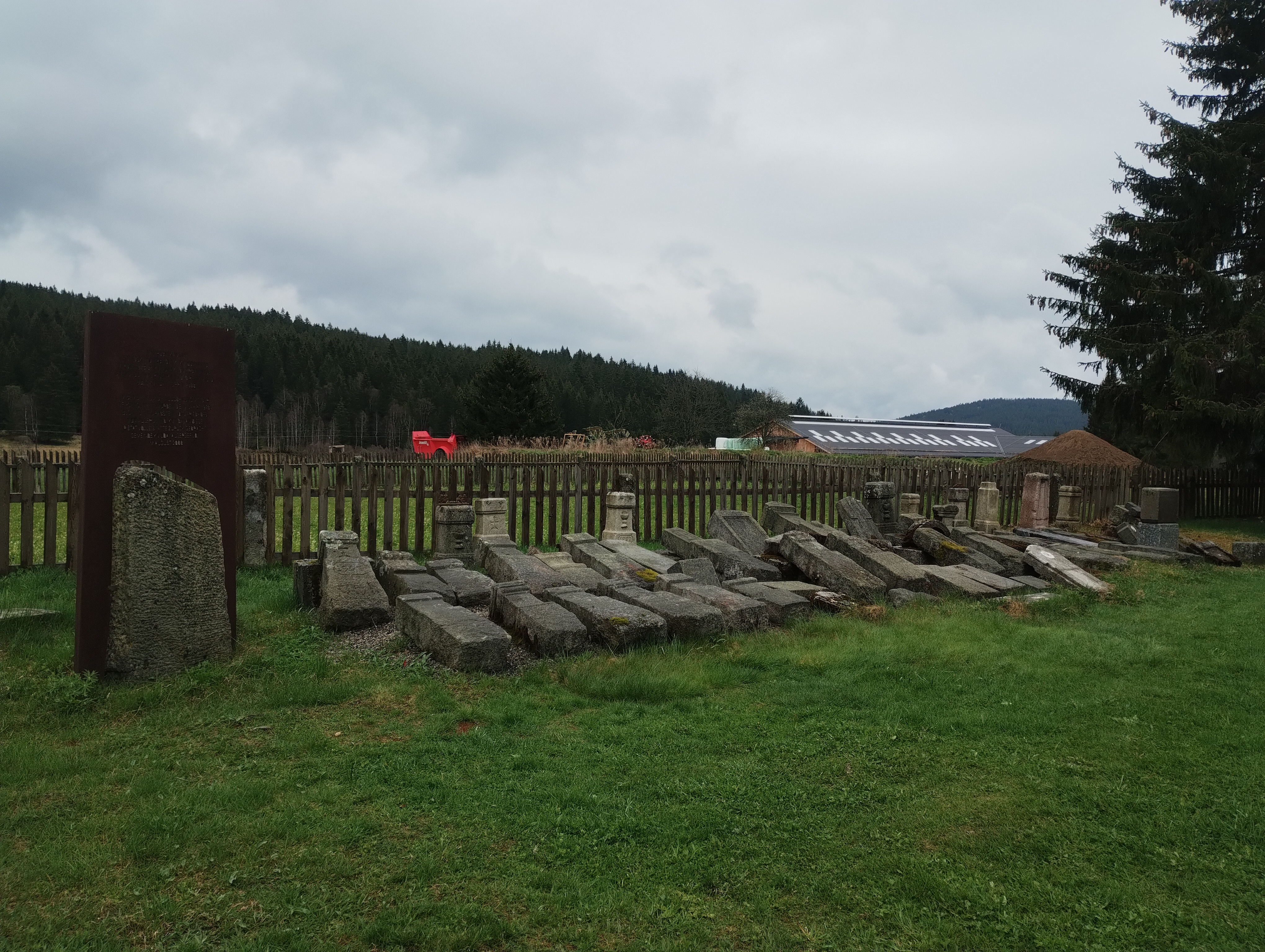
Kvildský hřbitov v roce 2025

## Umrlčí prkna
Vpravo od vchodu do kostela u dřevěného plotu je možné vidět tzv. umrlčí prkna. Bývali na ně (hlavně v zimních měsících) umisťováni nebožtíci do doby, než počasí dovolilo zemřelého pohřbít.

Objekty před kostelem
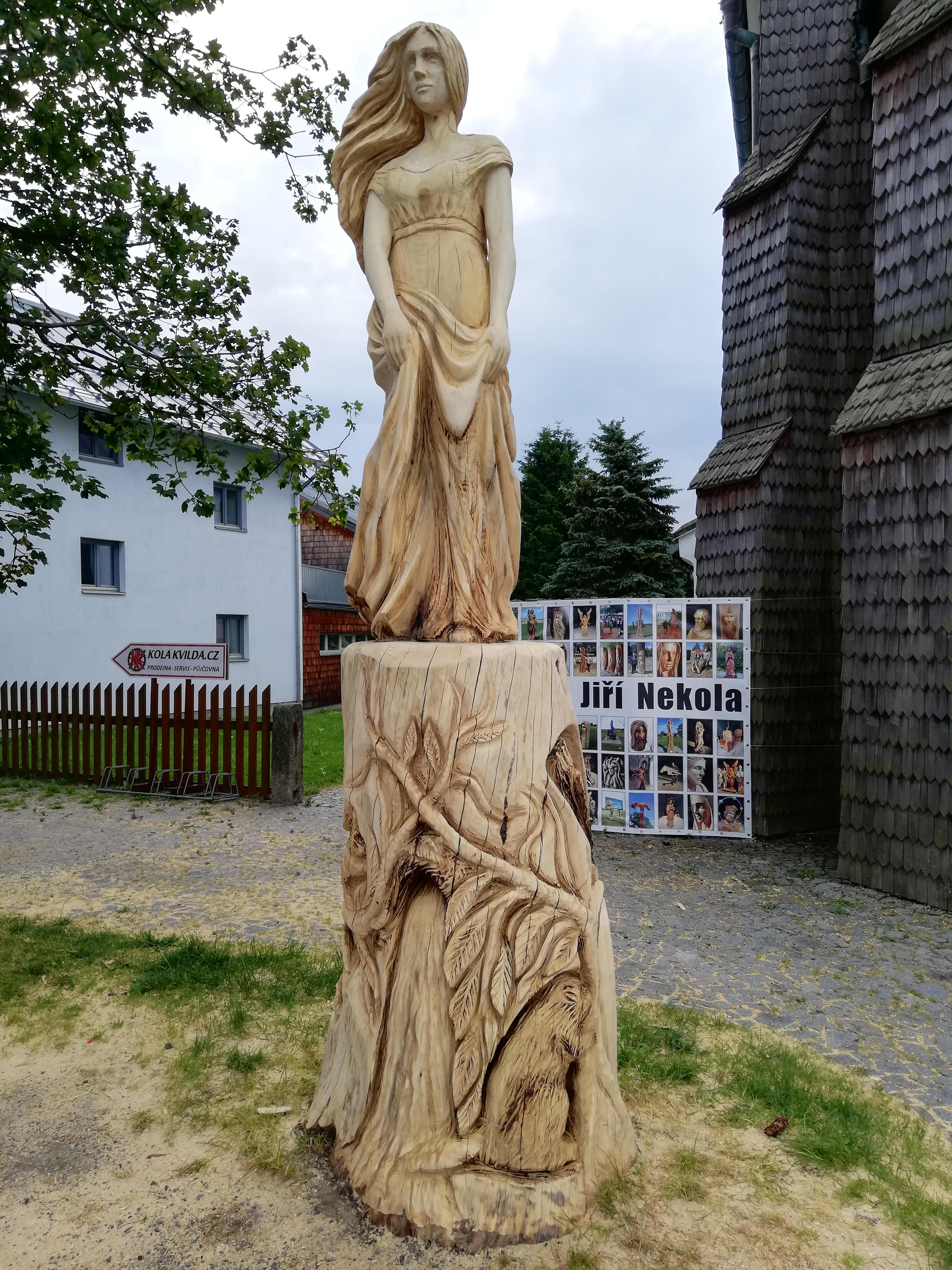
Dřevěná socha „Šumava“ od Jiřího Nekoly (srpen 2020)
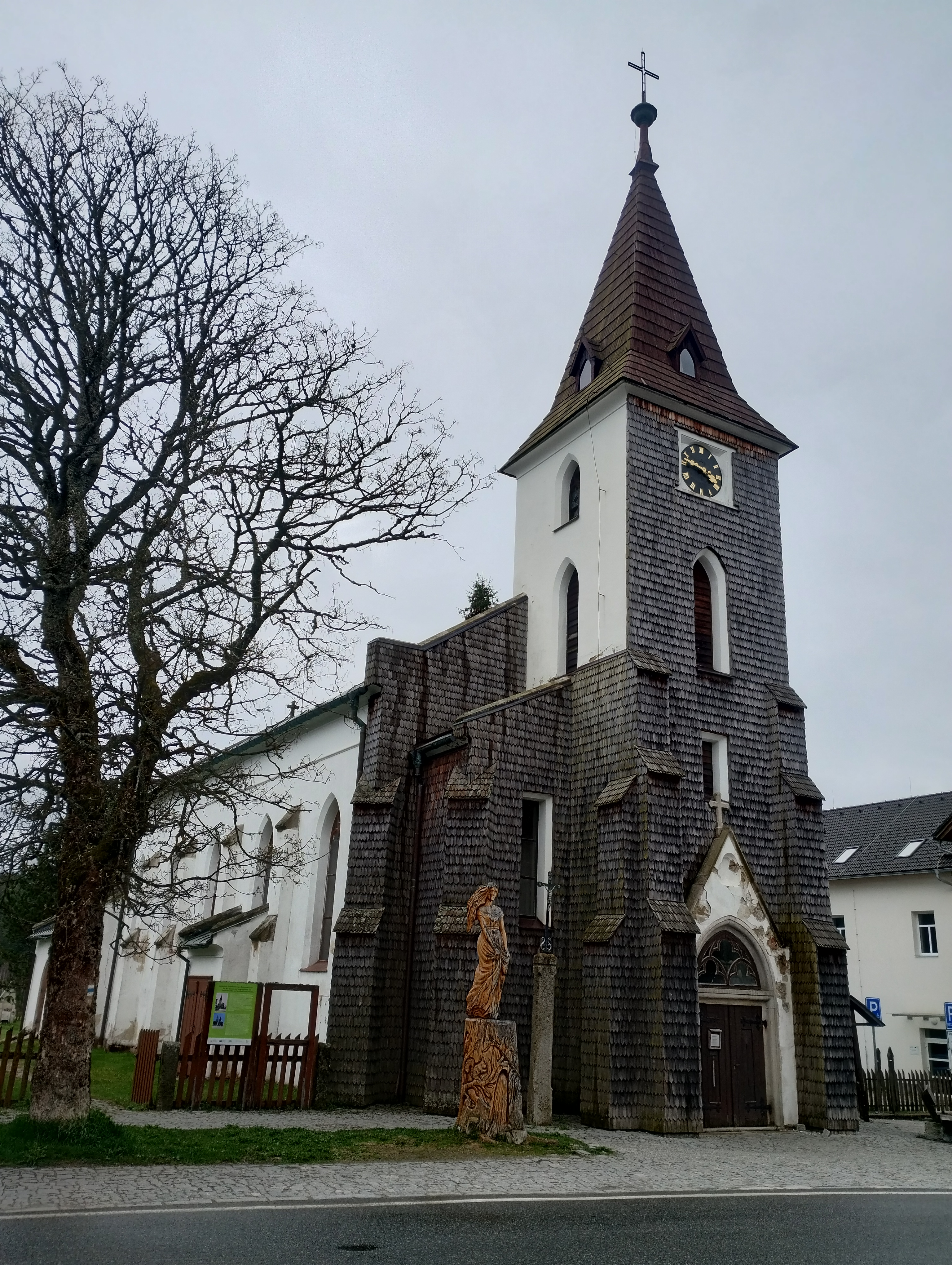
Vlevo u stromu vrátka vedoucí na hřbitov, vpravo u plotu viditelná umrlčí prkna
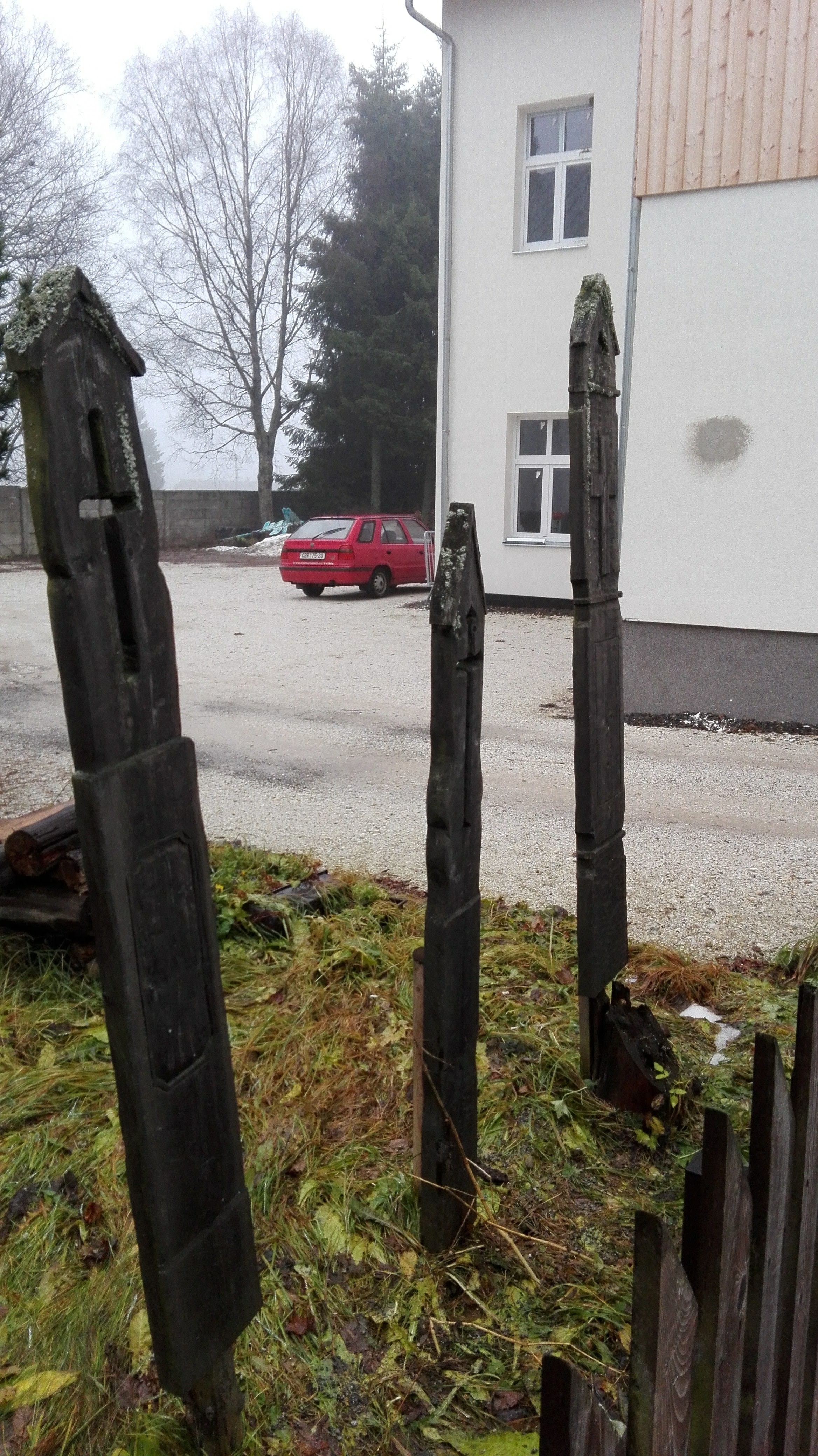
Umrlčí prkna u kostela
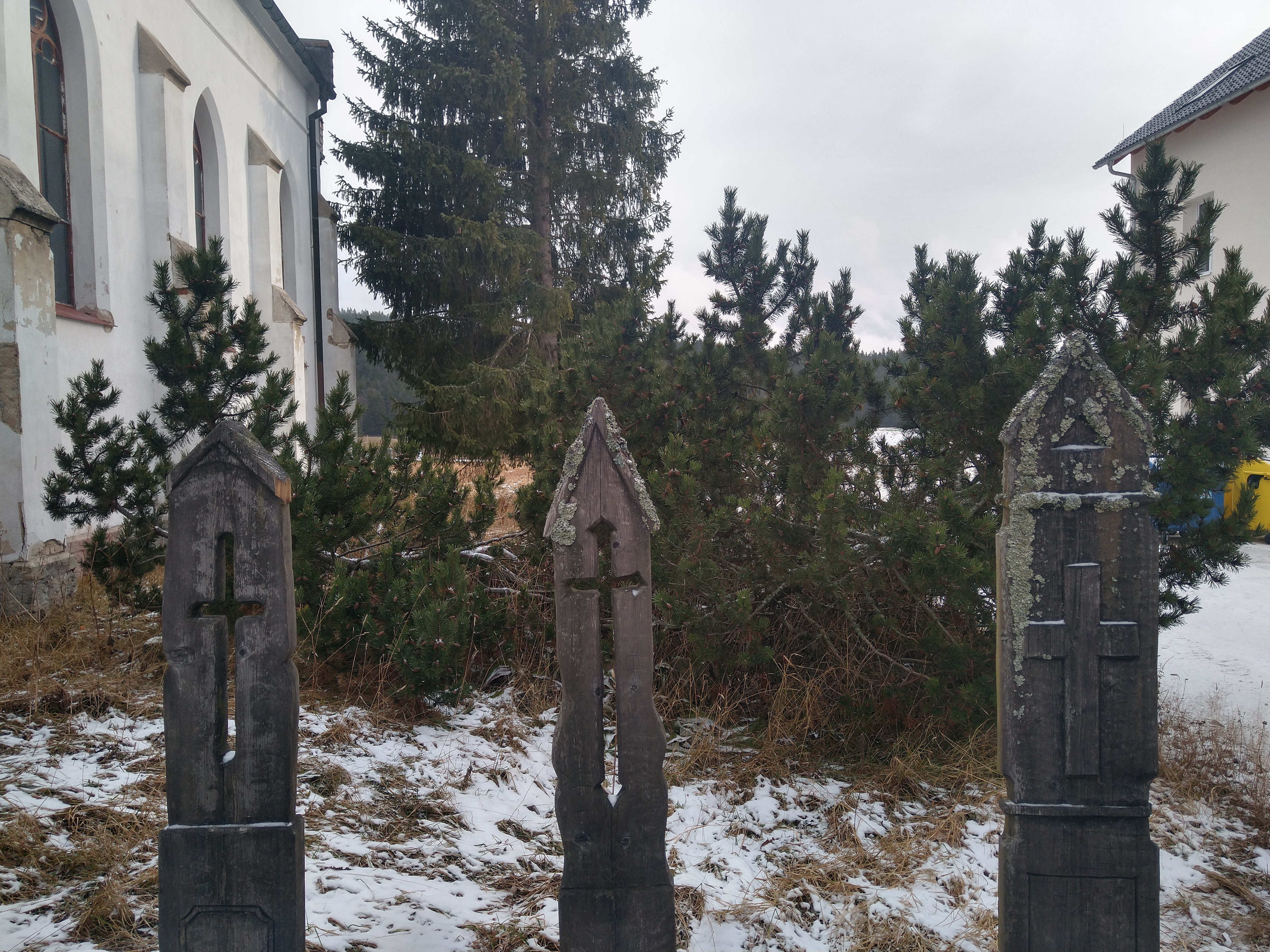
Detail umrlčích prken u kostela

## Smrk před kostelem
Smrk, který rostl před kostelem, byl do roku 2013 nejvyšším živým vánočním stromem v Česku. (výška 26,5 m) (V roce 2013 byl tento rekord připsán smrku v Mladkově.) Poté, co byl smrk před kvildským kostelem napaden kůrovcem a uschl, byl koncem července 2019 skácen. V červenci roku 2020 na místě smrku (z jeho cca 3 metry vysokého zbytku) vyřezal výtvarník Jiří Nekola sochu „Šumava“, která byla slavnostně odhalena dne 1. srpna 2020. Socha symbolizuje šumavské pohoří - znázorňuje mladou ženu bezstarostně kráčející přírodou.

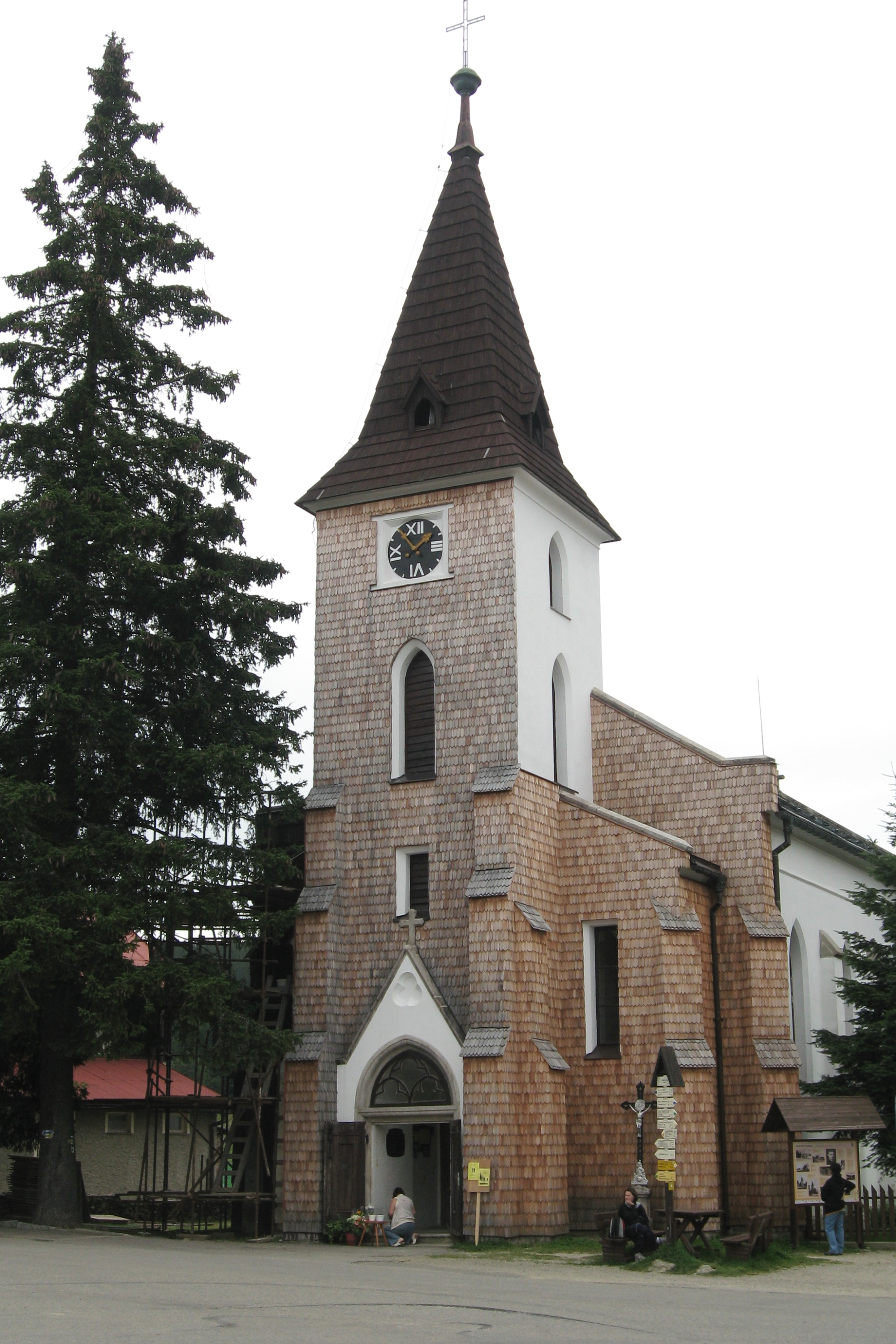
V létě (pohled z parku, 2009)
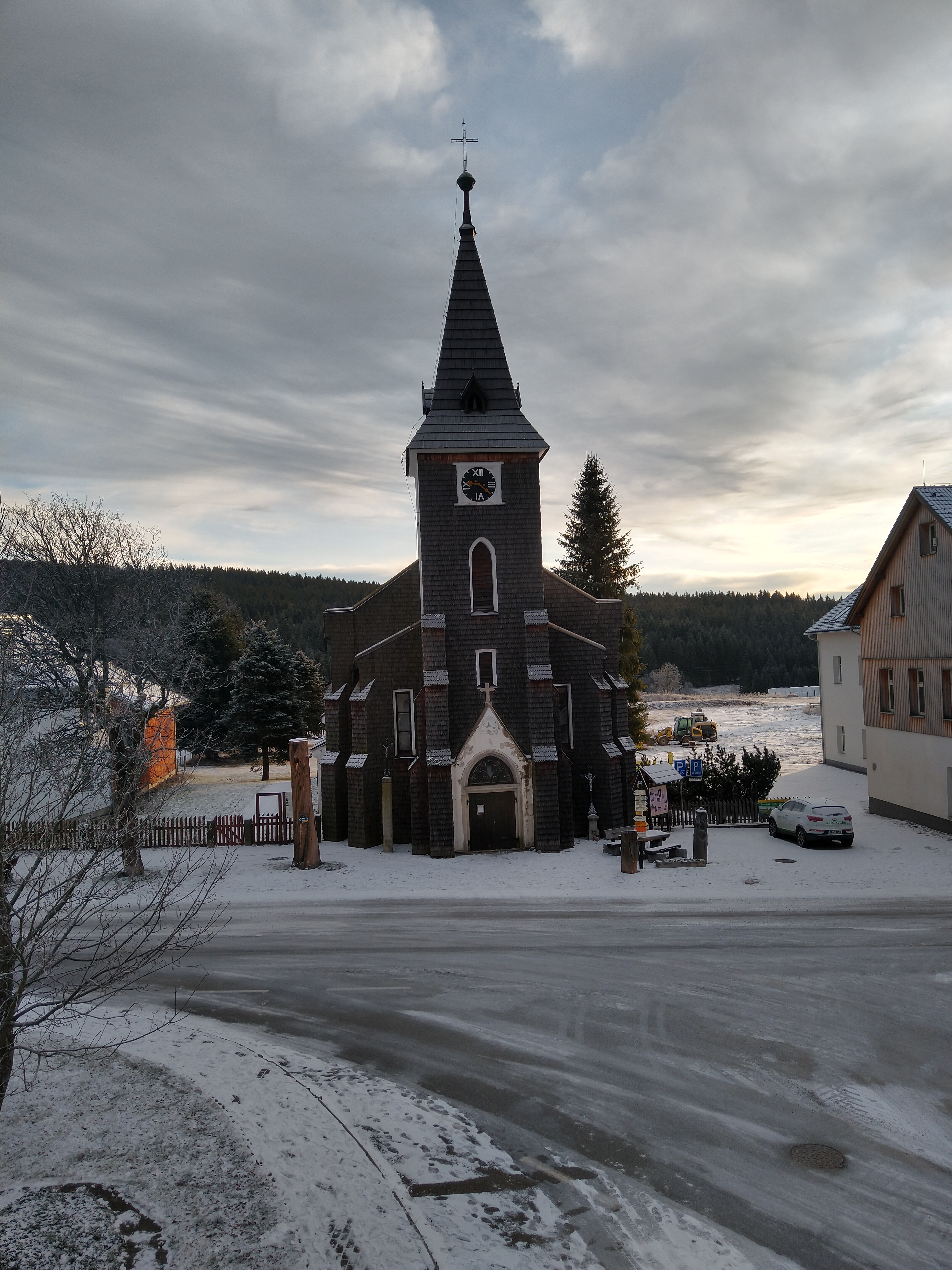
Kostel v prosinci 2019 (s již pokáceným stromem)
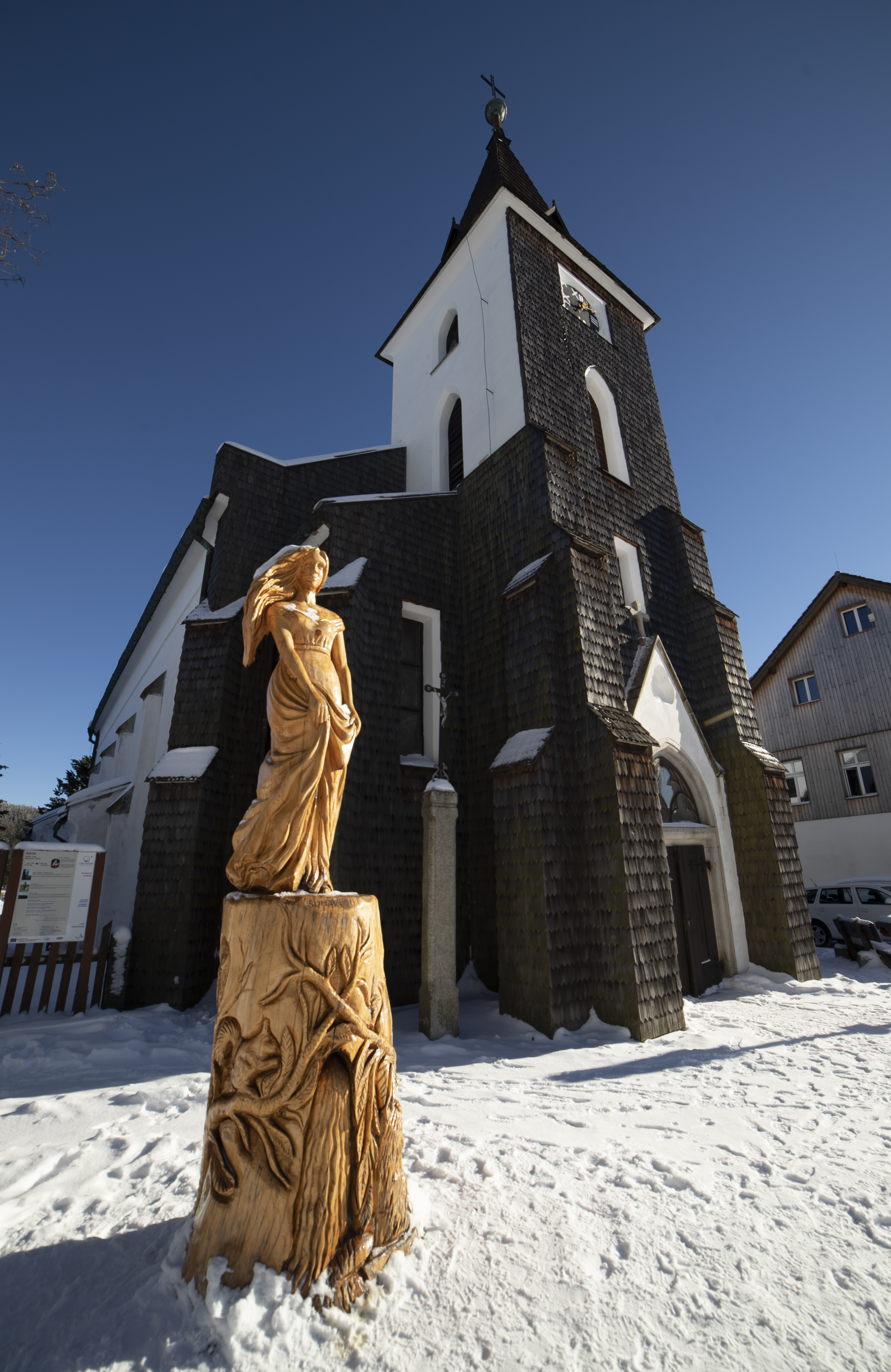
Kostel v lednu 2022

## Fotogalerie

Kostel svatého Štěpána ve Kvildě (exteriér)
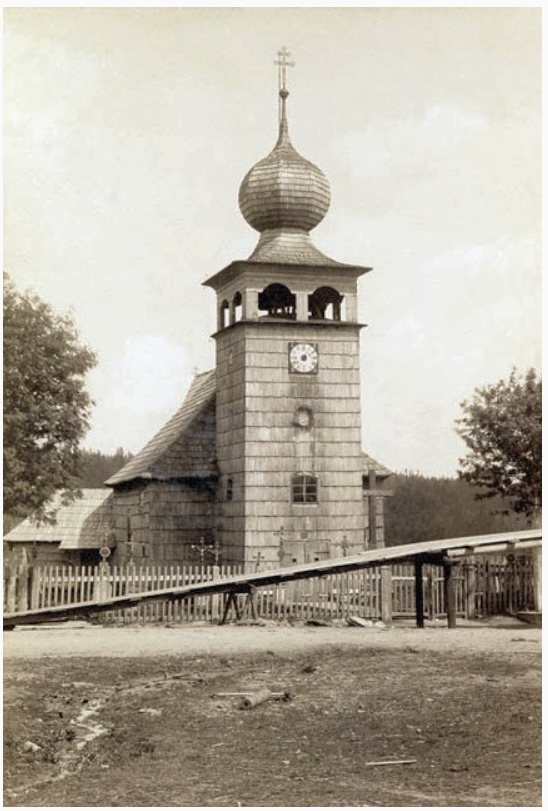
Na kabinetce M. Kopeckého (kolem roku 1885)
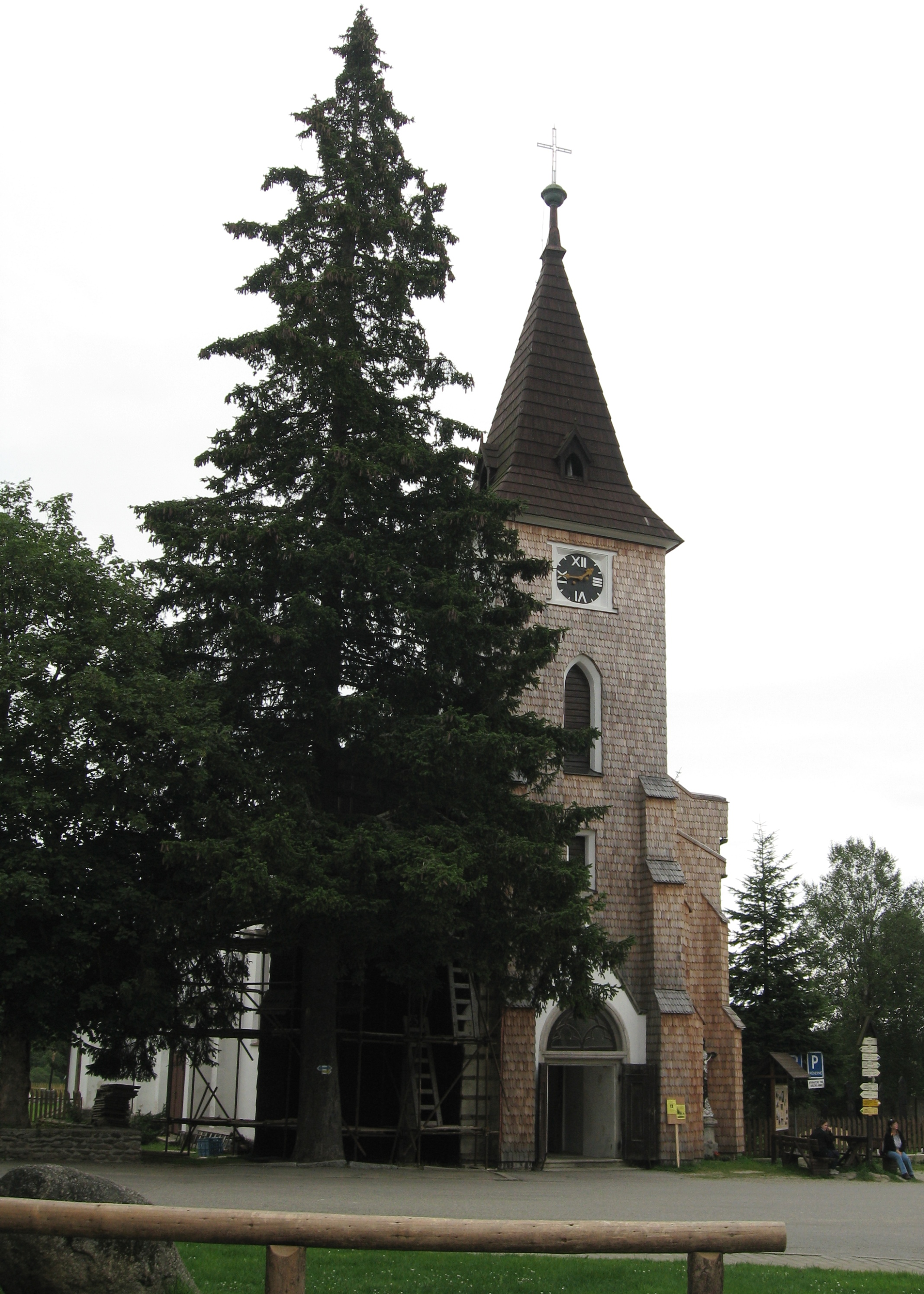
V létě (pohled od infocentra, 2009)
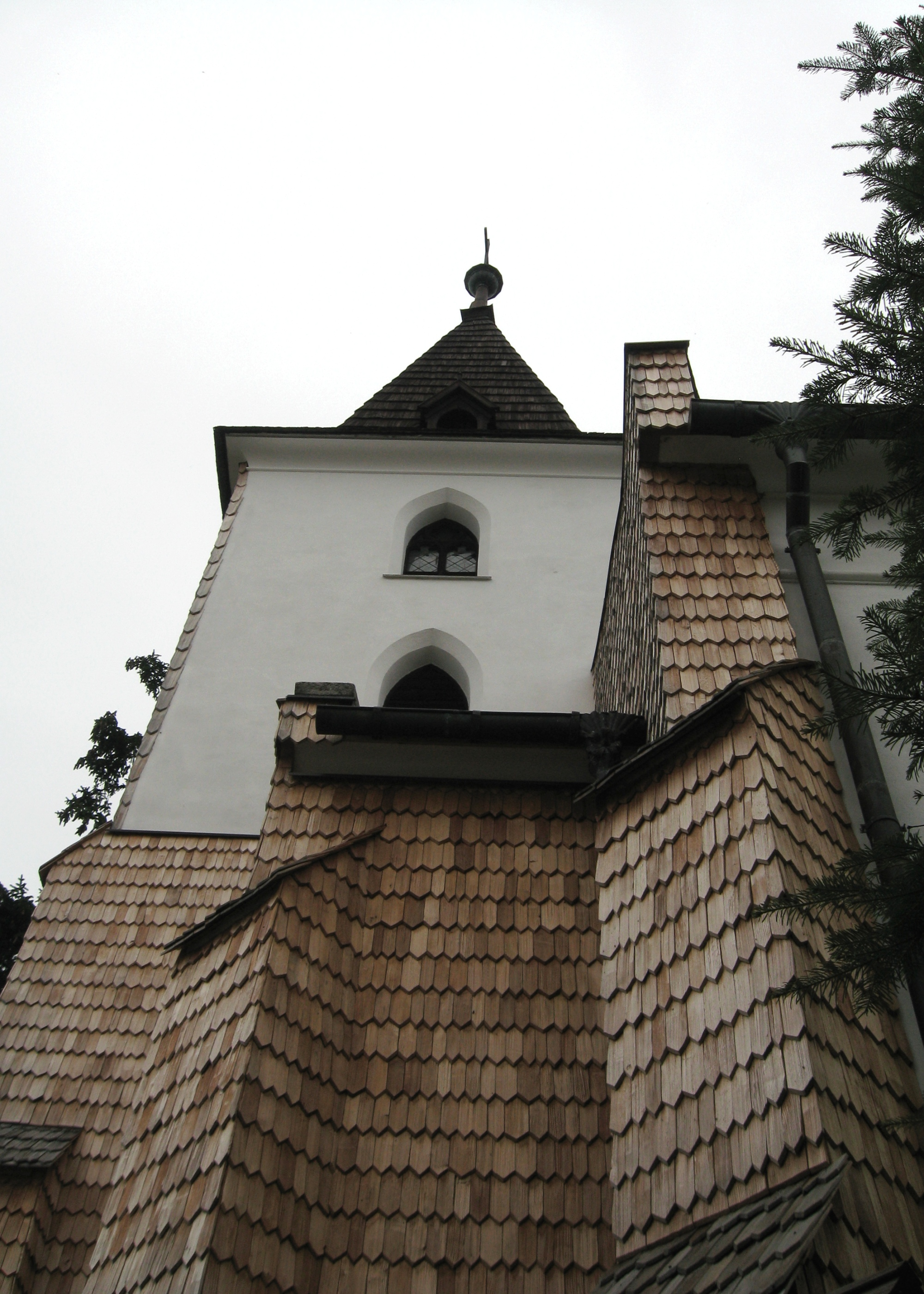
Kostelní věž (červenec 2009)
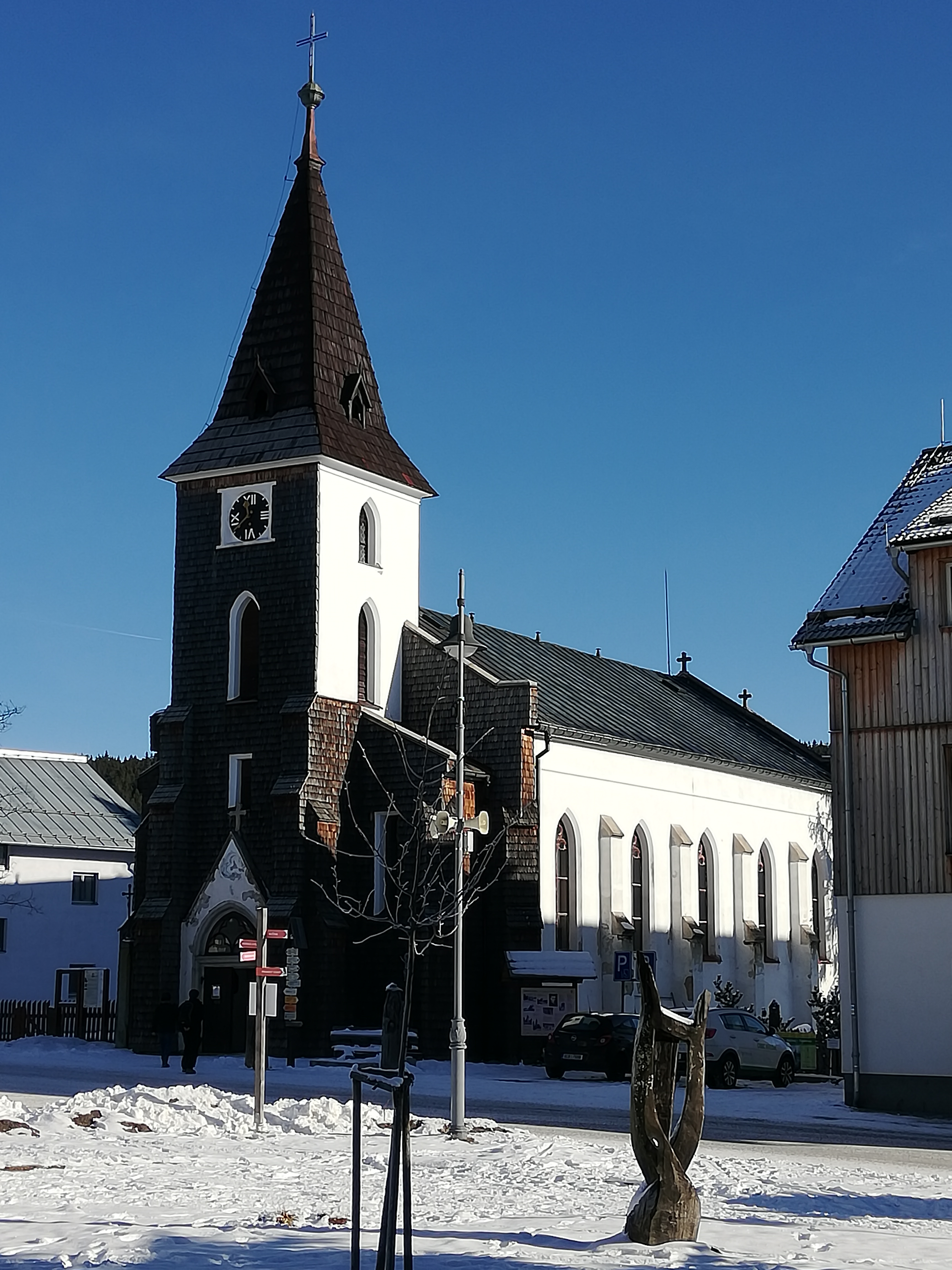
V zimě (pohled z parku, leden 2020)
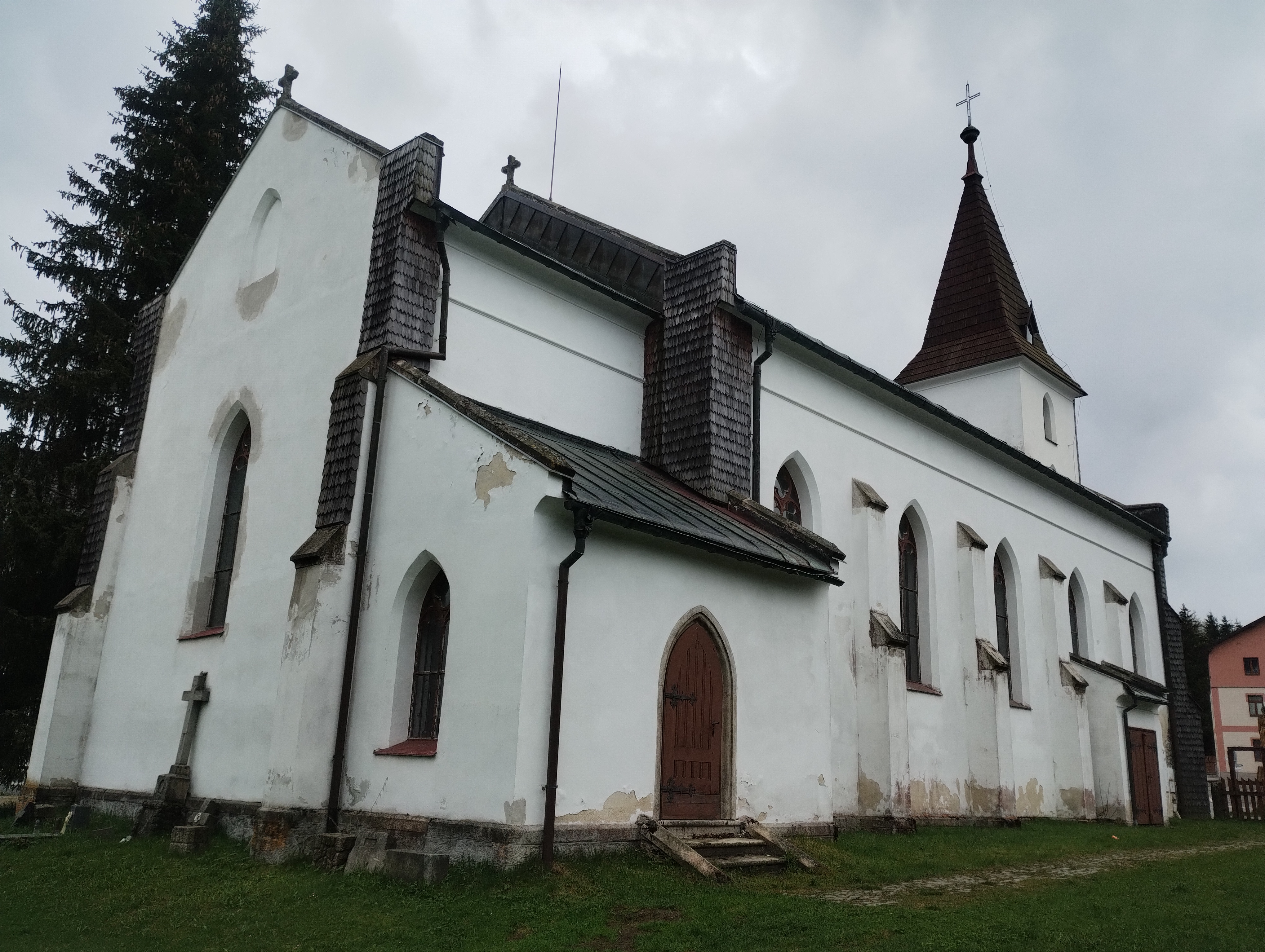
Pohled od hřbitova (květen 2025)

Kostel svatého Štěpána ve Kvildě (interiér)
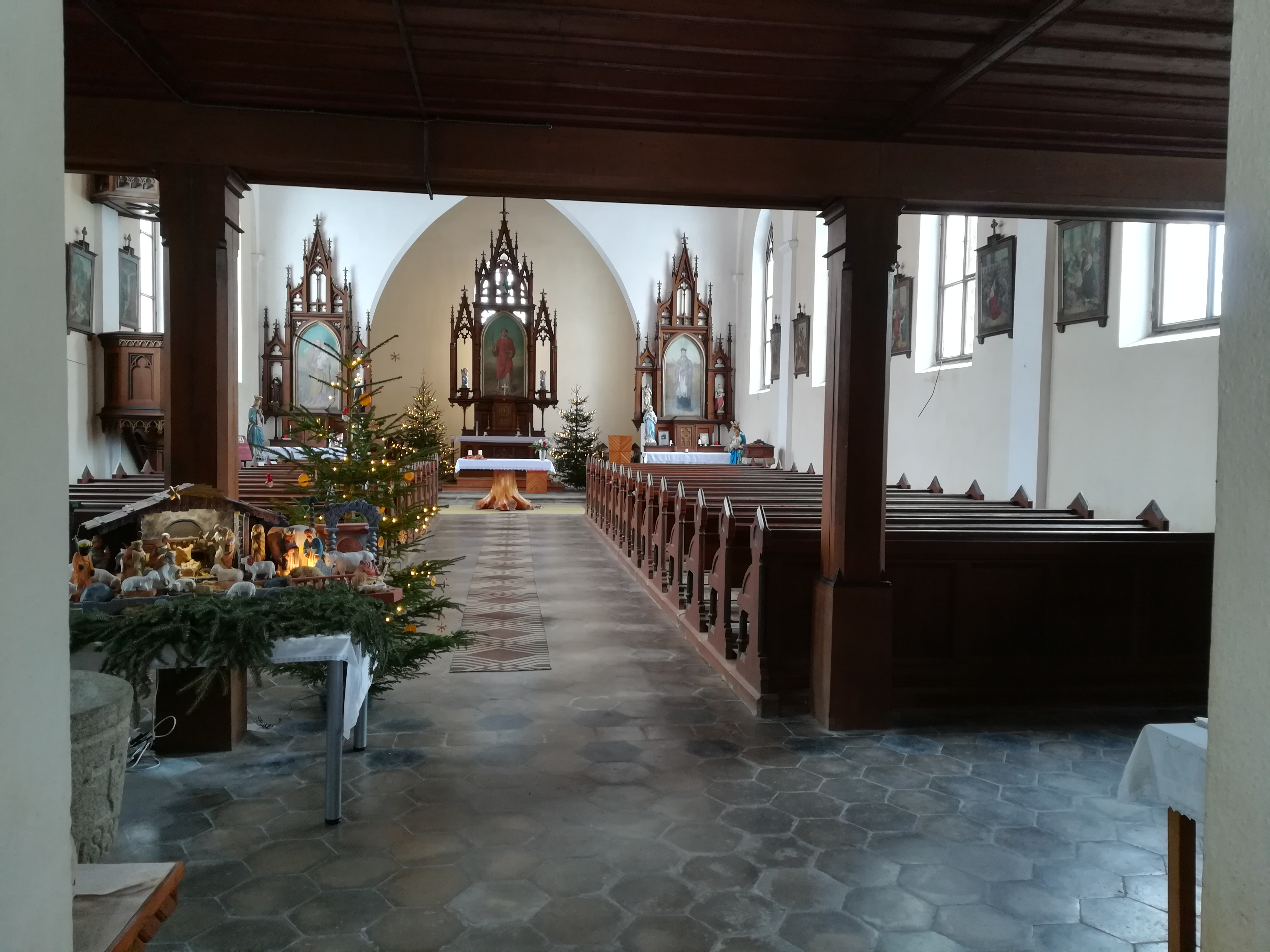
Interiér kostela s betlémem (leden 2020)
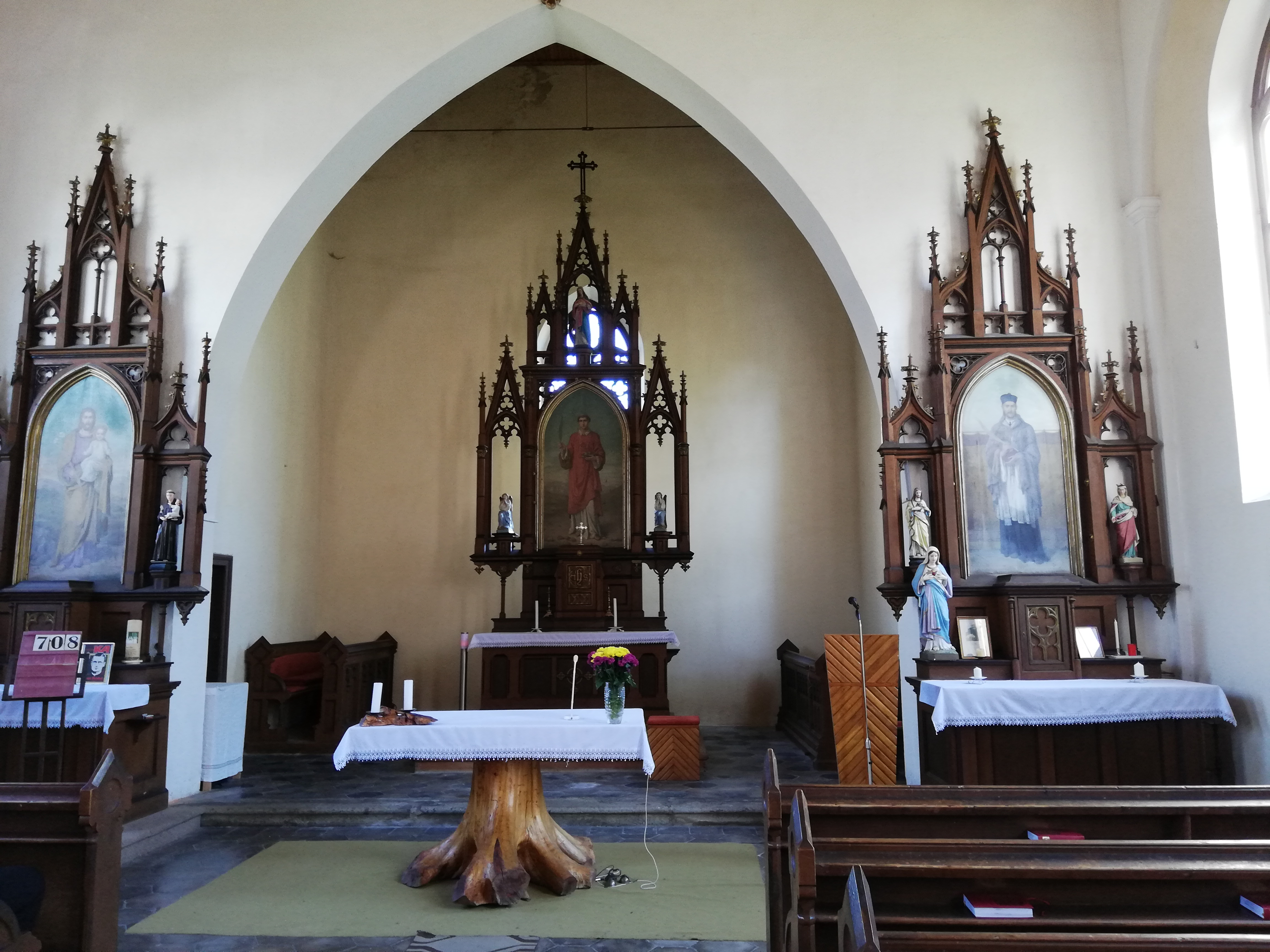
Oltář (rok 2021)
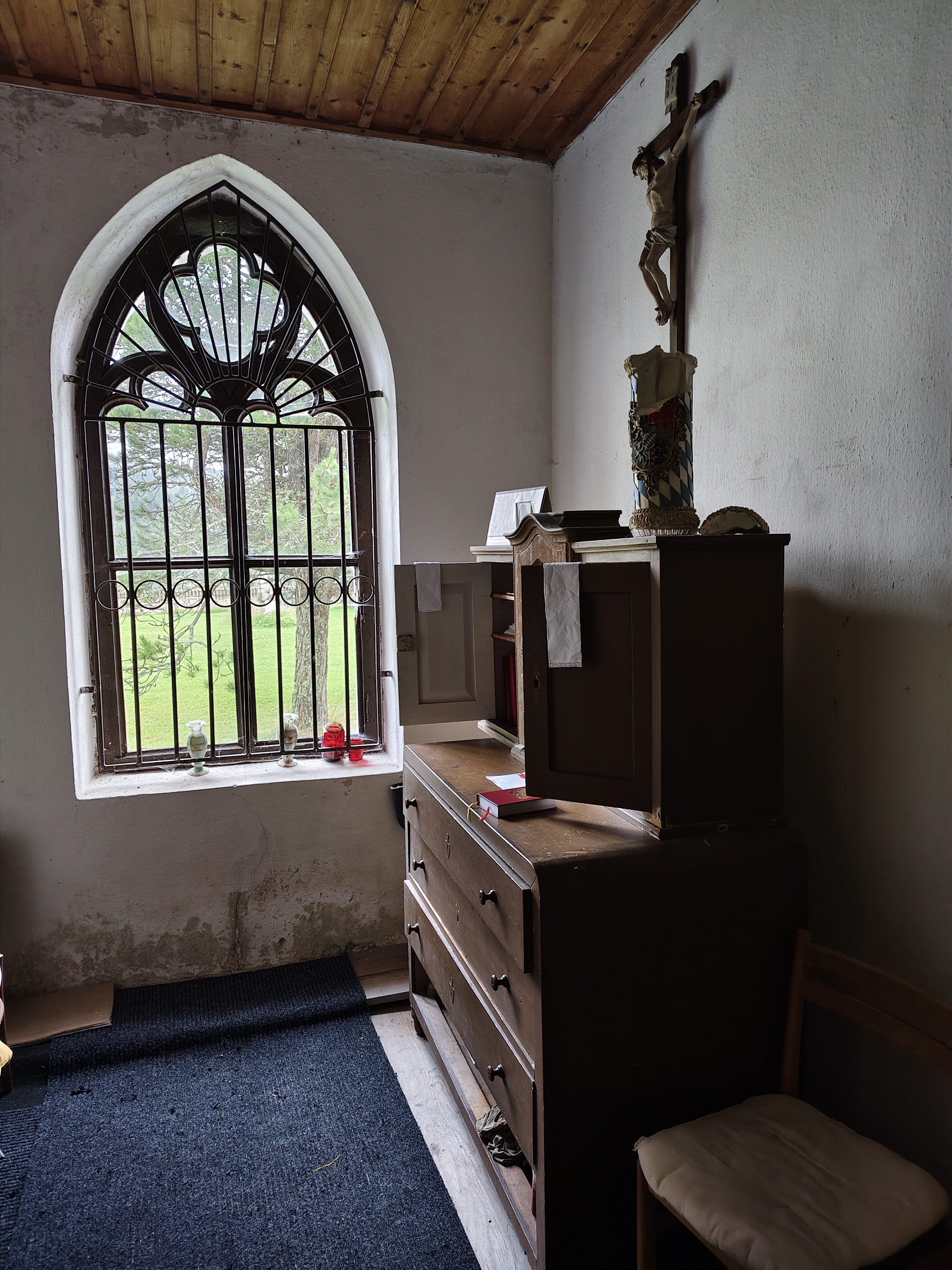
Zákristie (rok 2025)
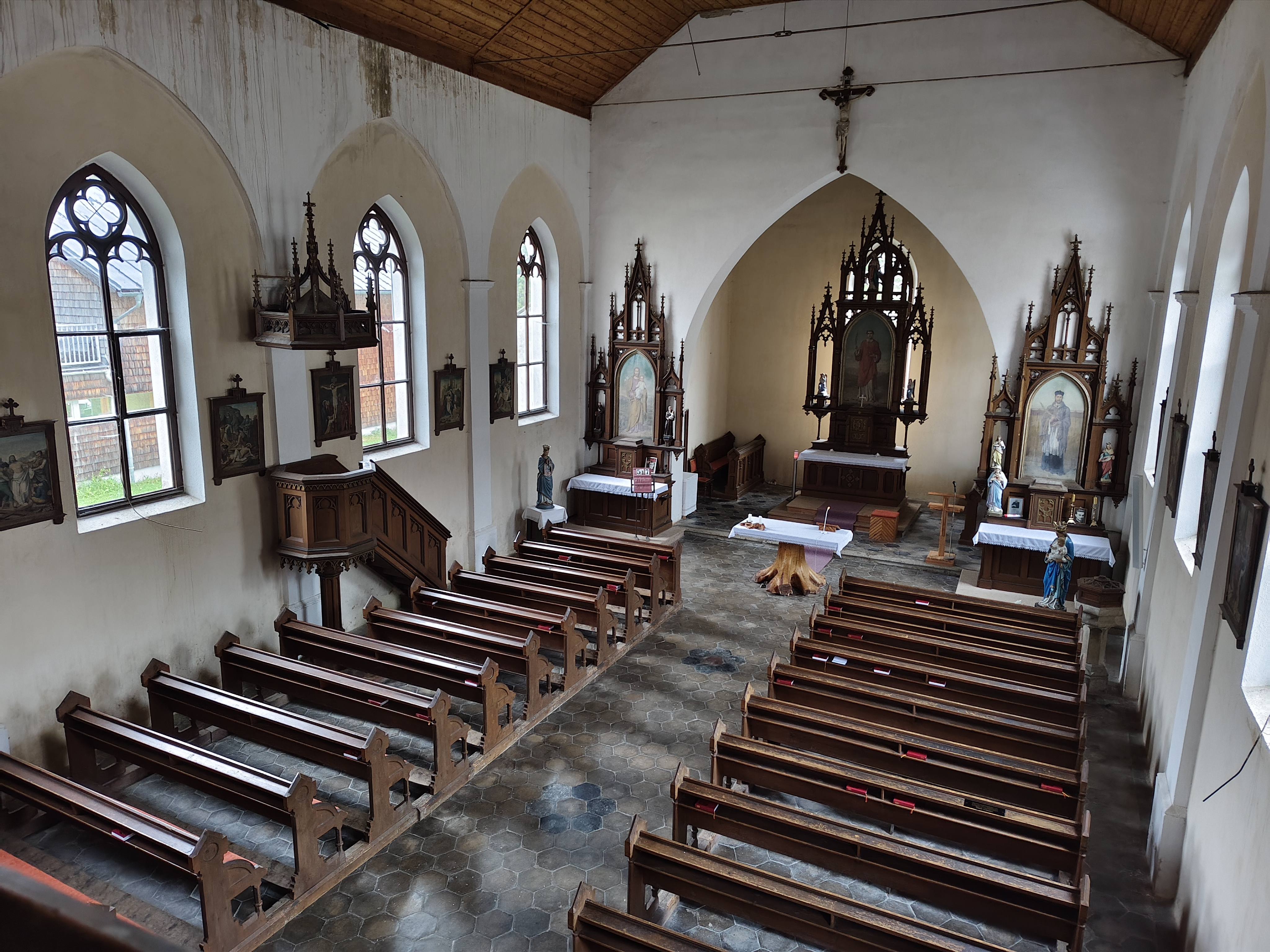
Pohled do kostelní lodi z kůru (rok 2025)

Varhany v kostele svatého Štěpána ve Kvildě
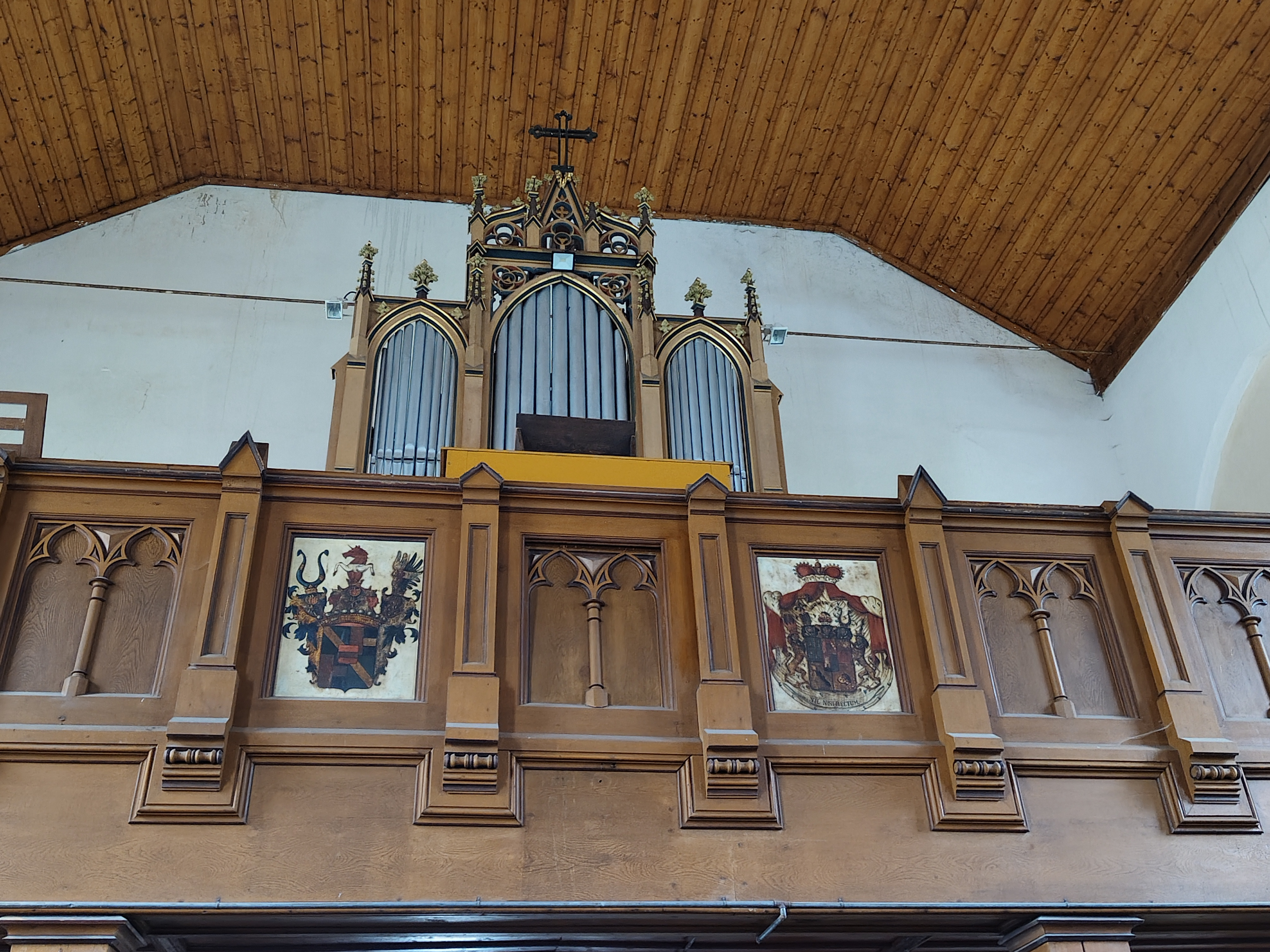
Pohled na varhany z přízemí kostela
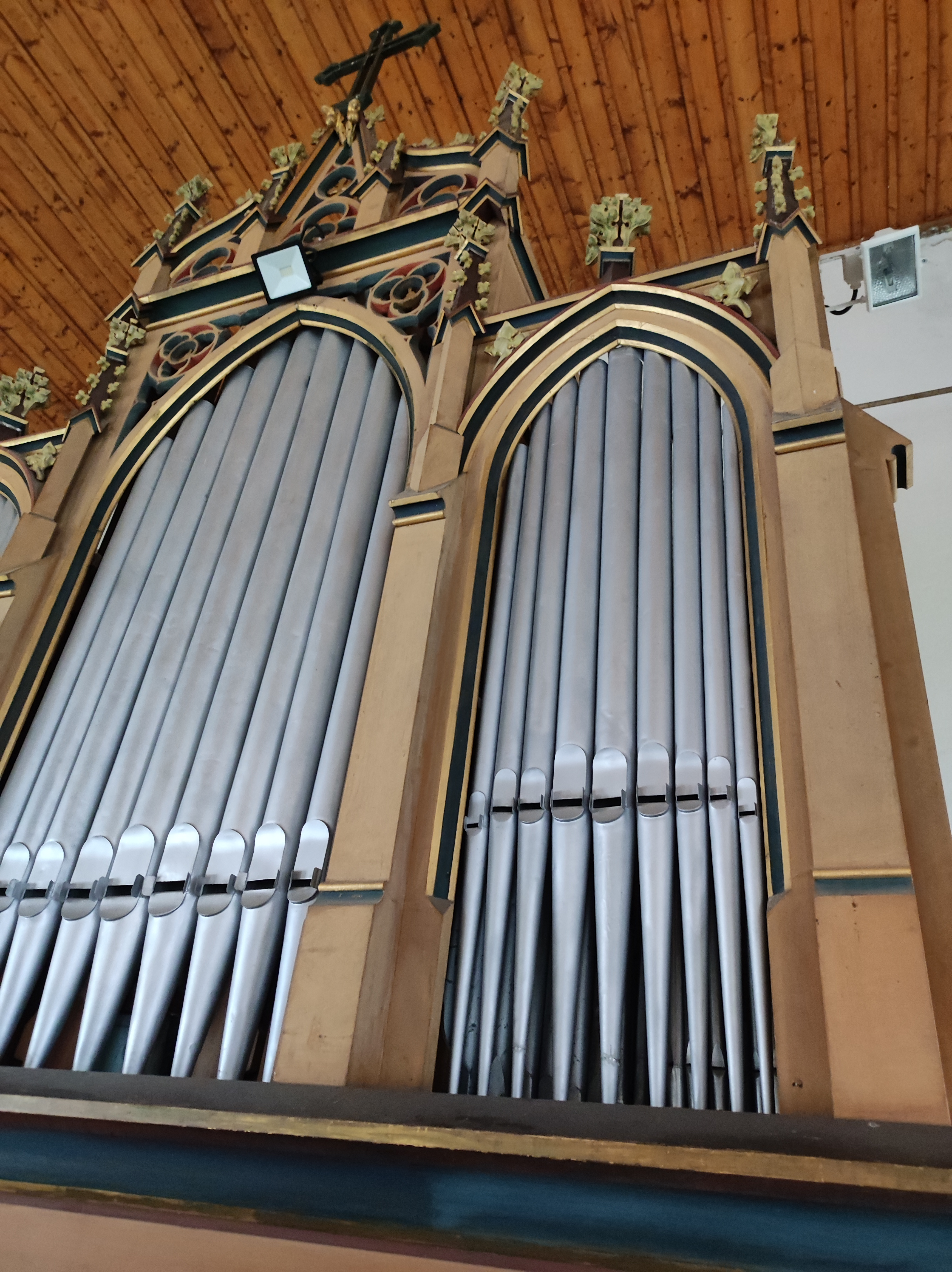
Varhanní prospekt s kovovými píšťalami
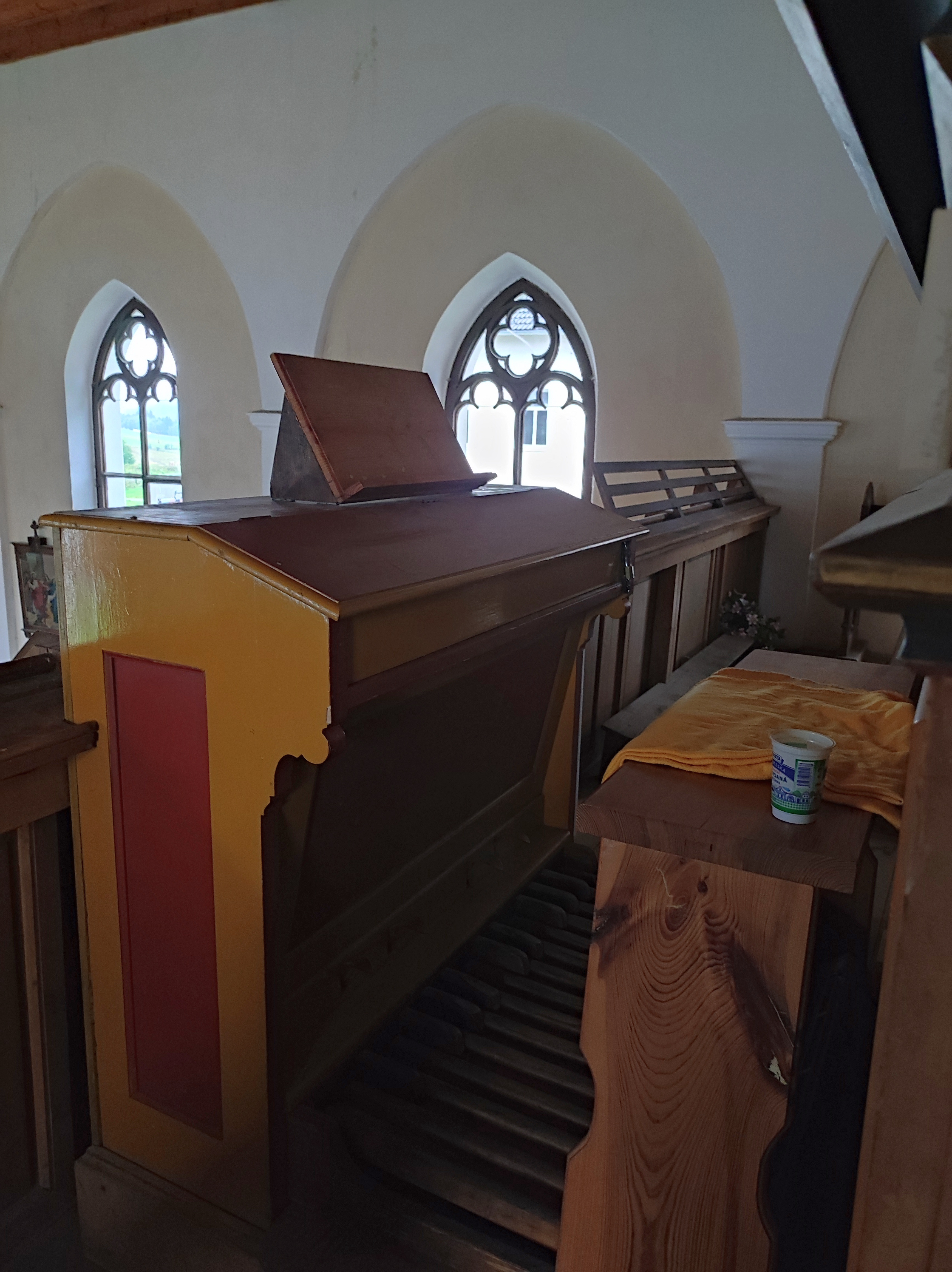
Hrací stůl varhan
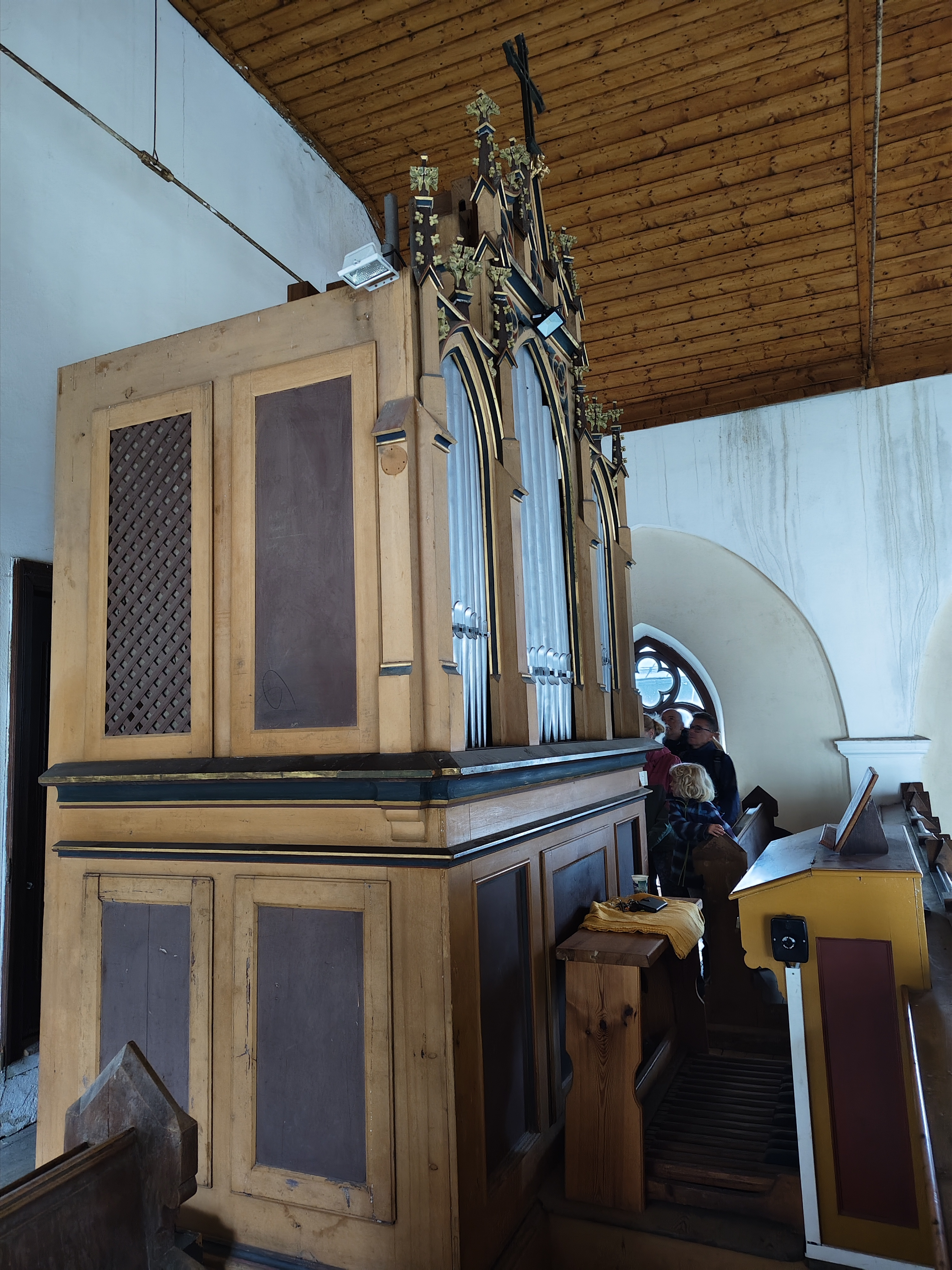
Předni část varhanní skříně s hracím stolem
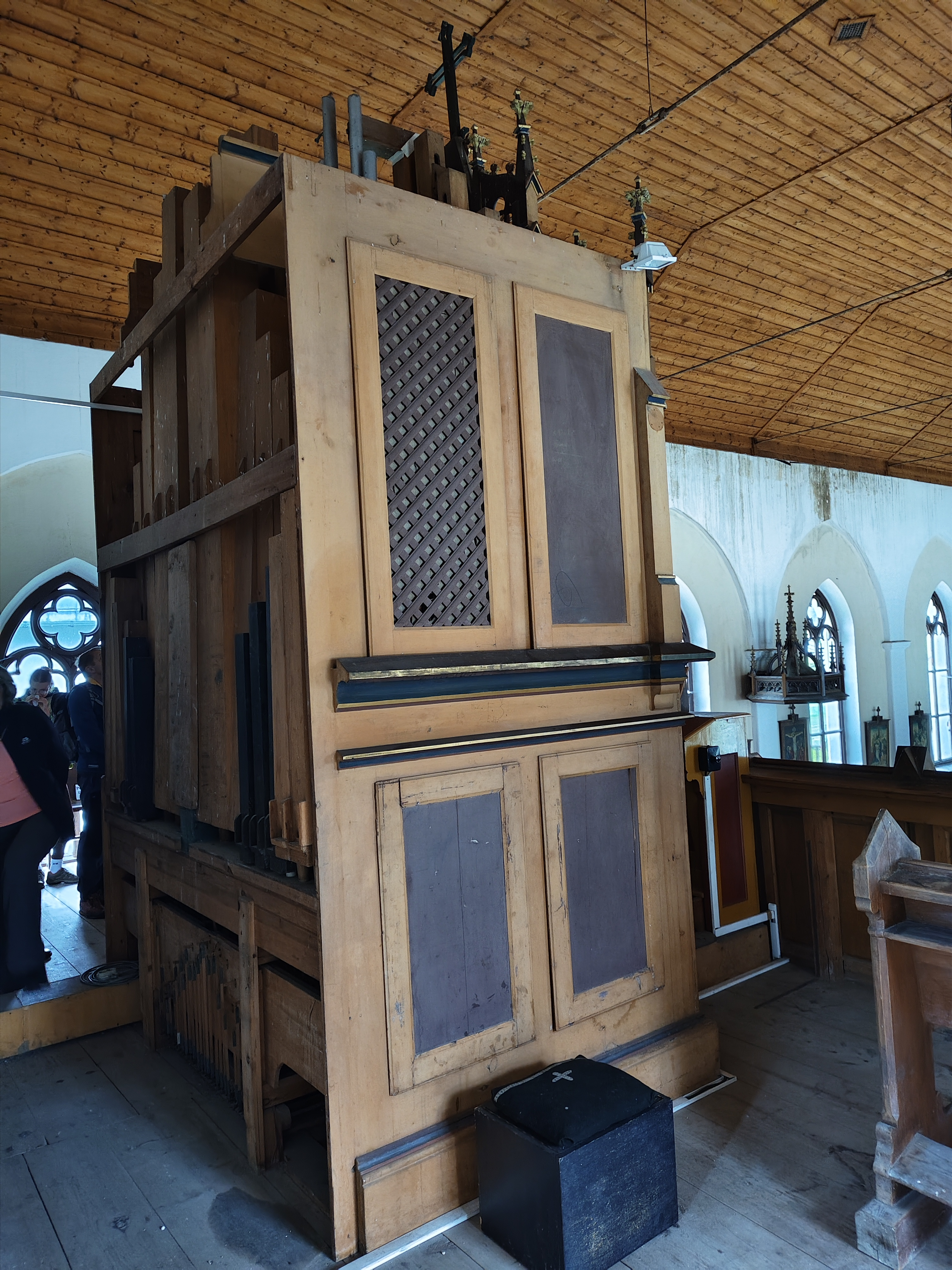
Zadní část varhanní skříně

Zvony a hodiny ve věži kostela
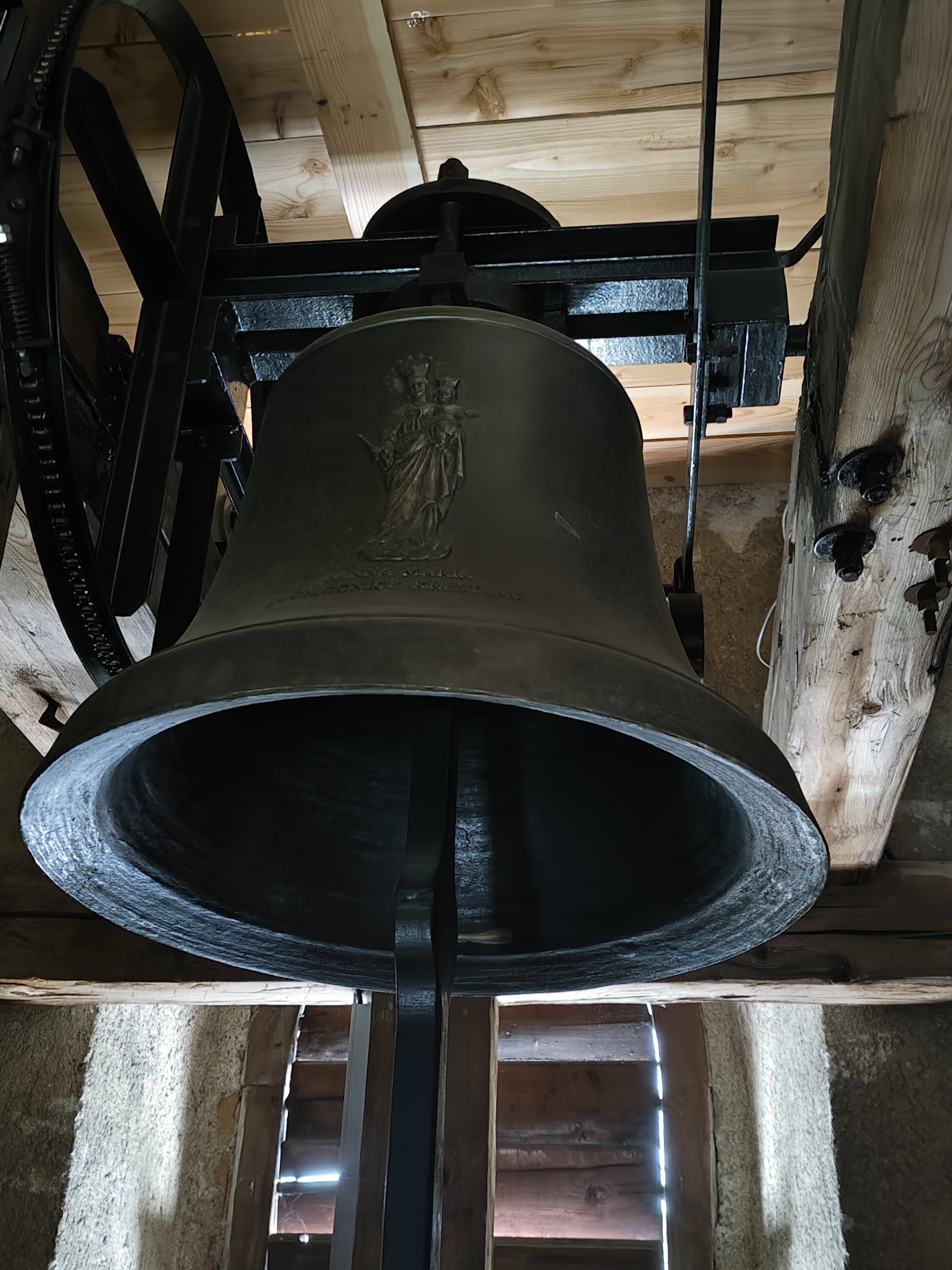
Větší ze dvou zvonů
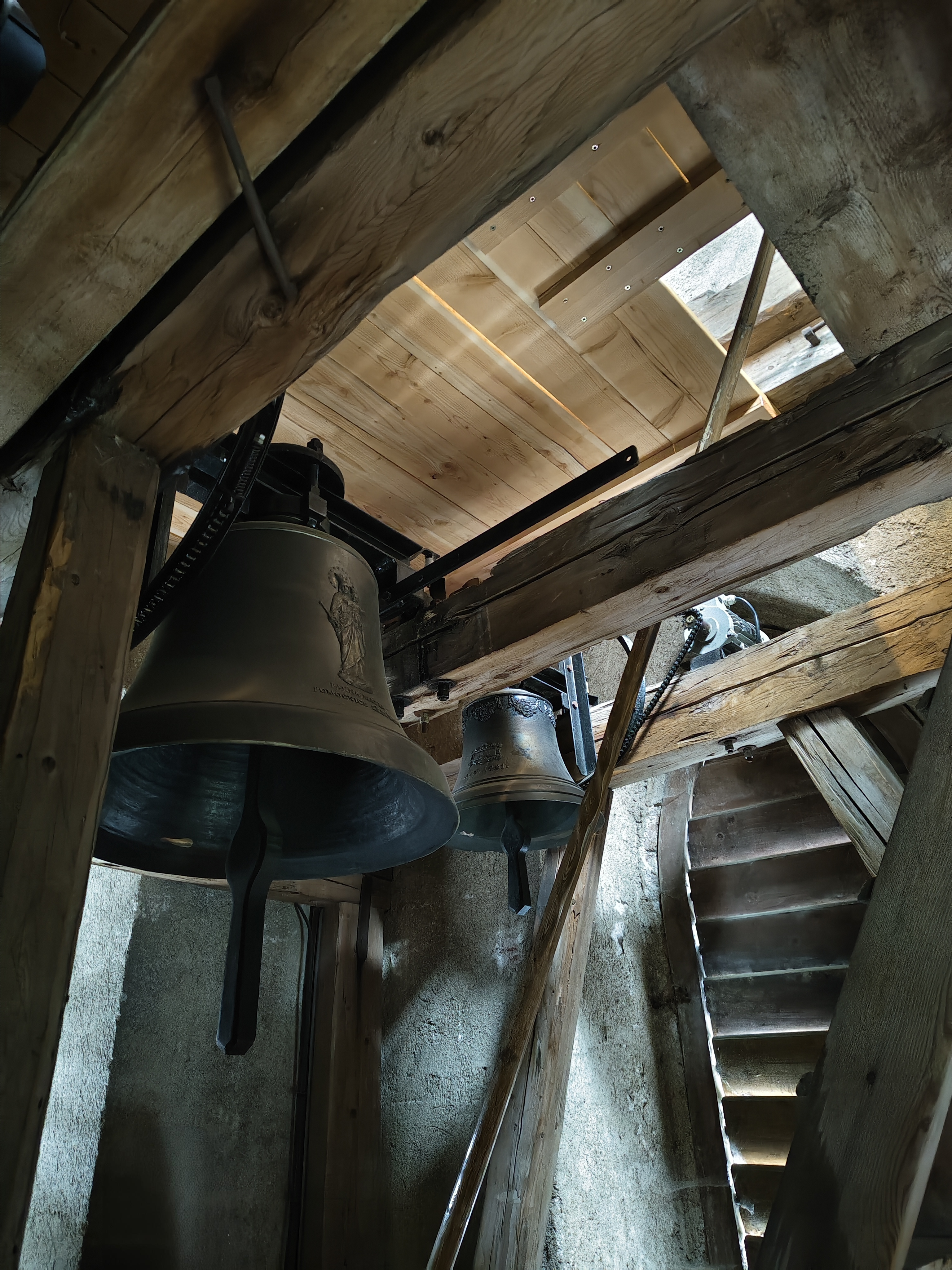
Dvojice zvonů
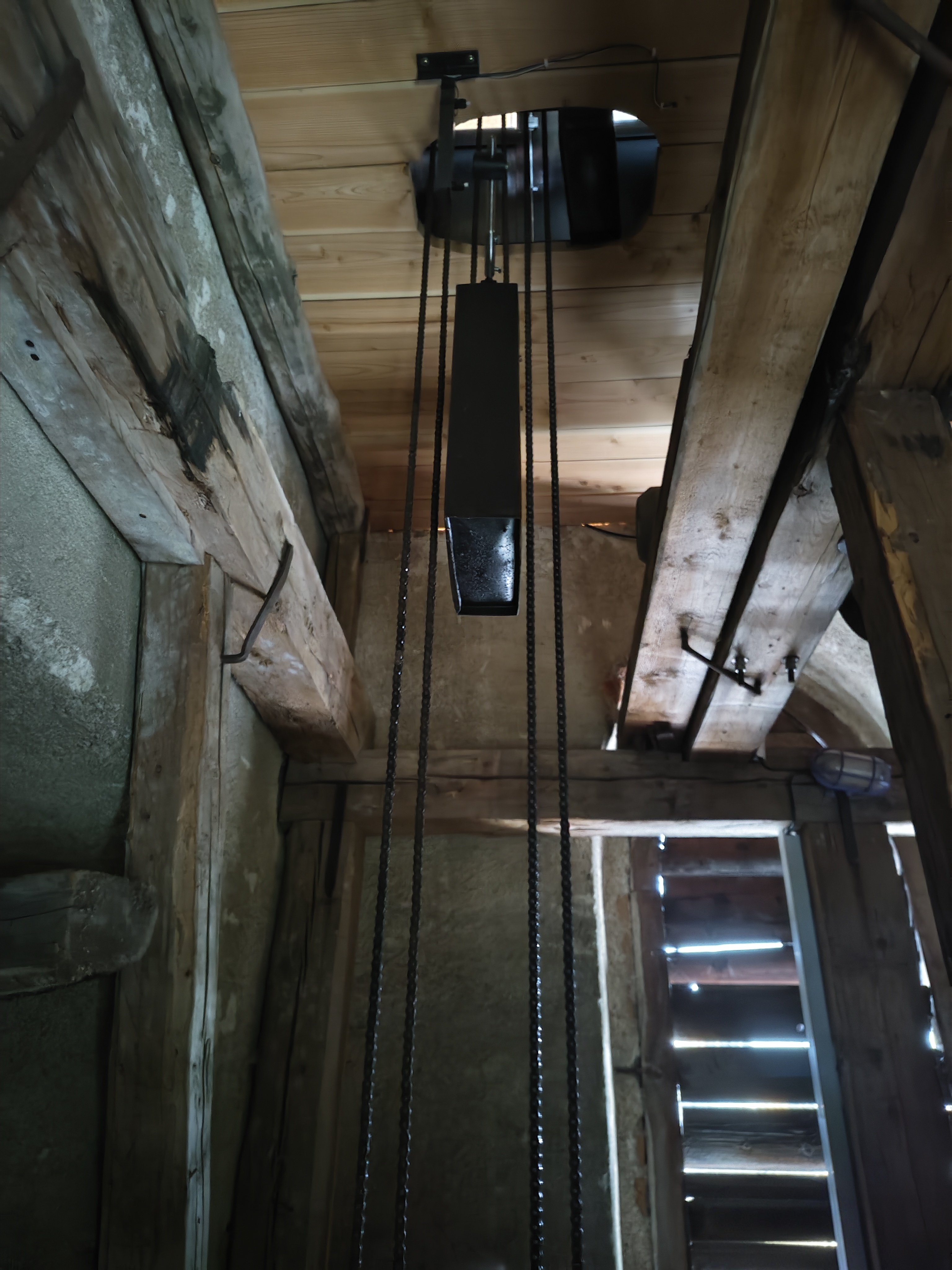
Závaží hodinového stroje
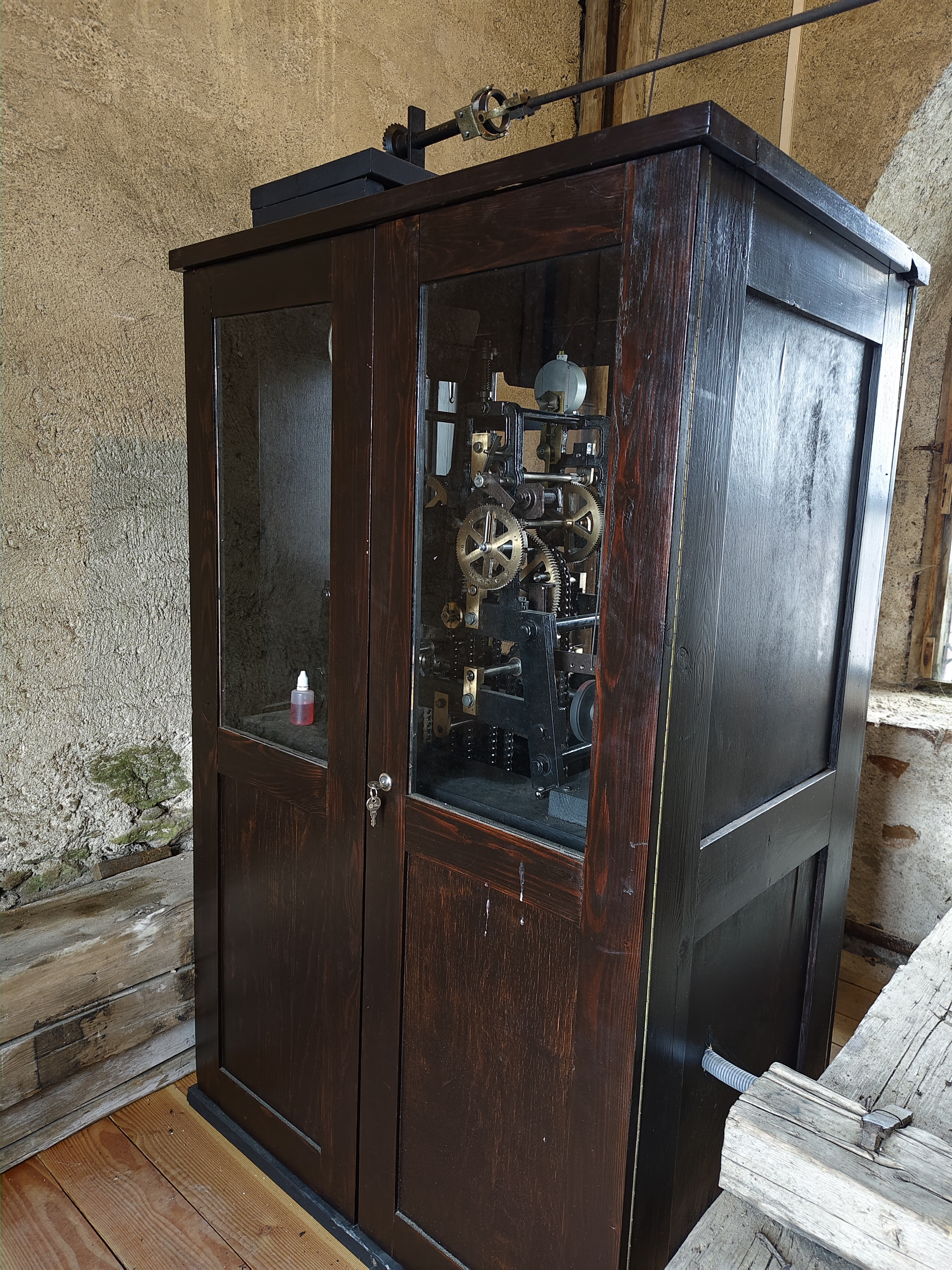
Hodinový stroj ve skříni
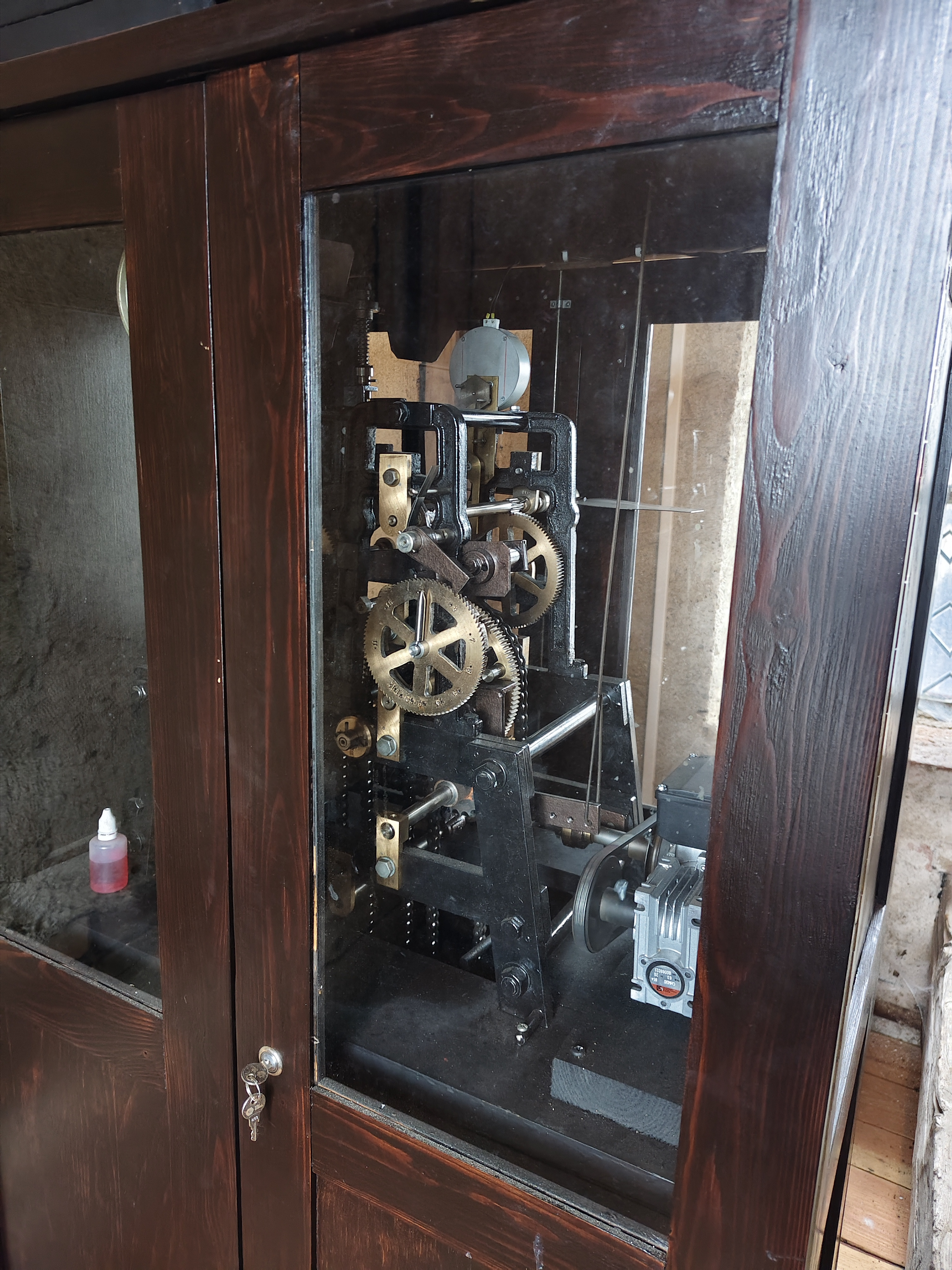
Detail hodinového stroje